# Lijst van vlaggen van Tsjechische gemeenten
Dit artikel bevat een lijst van vlaggen van Tsjechische gemeenten, gesorteerd per regio. Er zijn ongeveer 6200 gemeenten in Tsjechië. Vanwege het (potentieel) grote aantal, worden ze hier niet getoond. Dit lijst toont alleen vlaggen van gemeenten met meer dan 5.000 inwoners.

## Hradec Králové

Broumov
Červený Kostelec
Česká Skalice
Chlumec nad Cidlinou
Dobruška
Dvůr Králové nad Labem
Hořice
Hradec Králové
Hronov
Jaroměř
Jičín
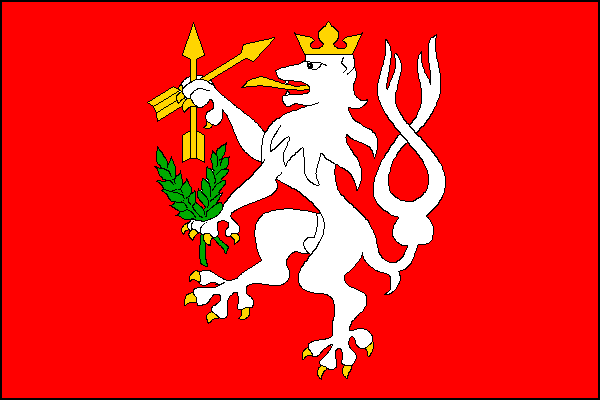
Kostelec nad Orlicí
Náchod
Nová Paka
Nové Město nad Metují
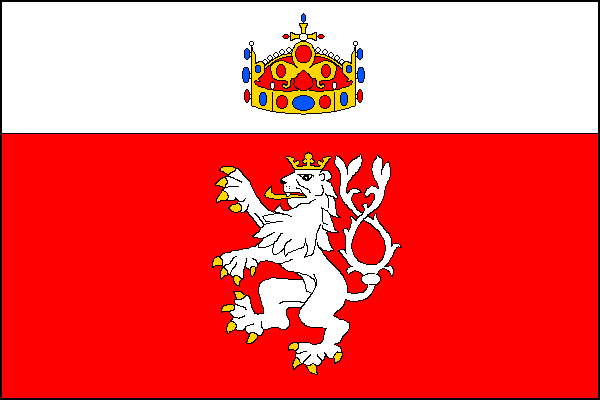
Nový Bydžov
Rychnov nad Kněžnou
Třebechovice pod Orebem
Trutnov
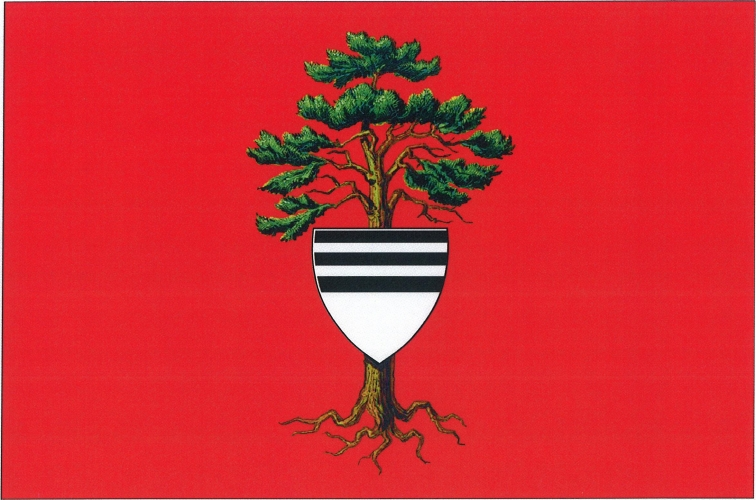
Týniště nad Orlicí
Úpice
Vrchlabí

## Karlsbad

Aš
Cheb
Chodov
Františkovy Lázně
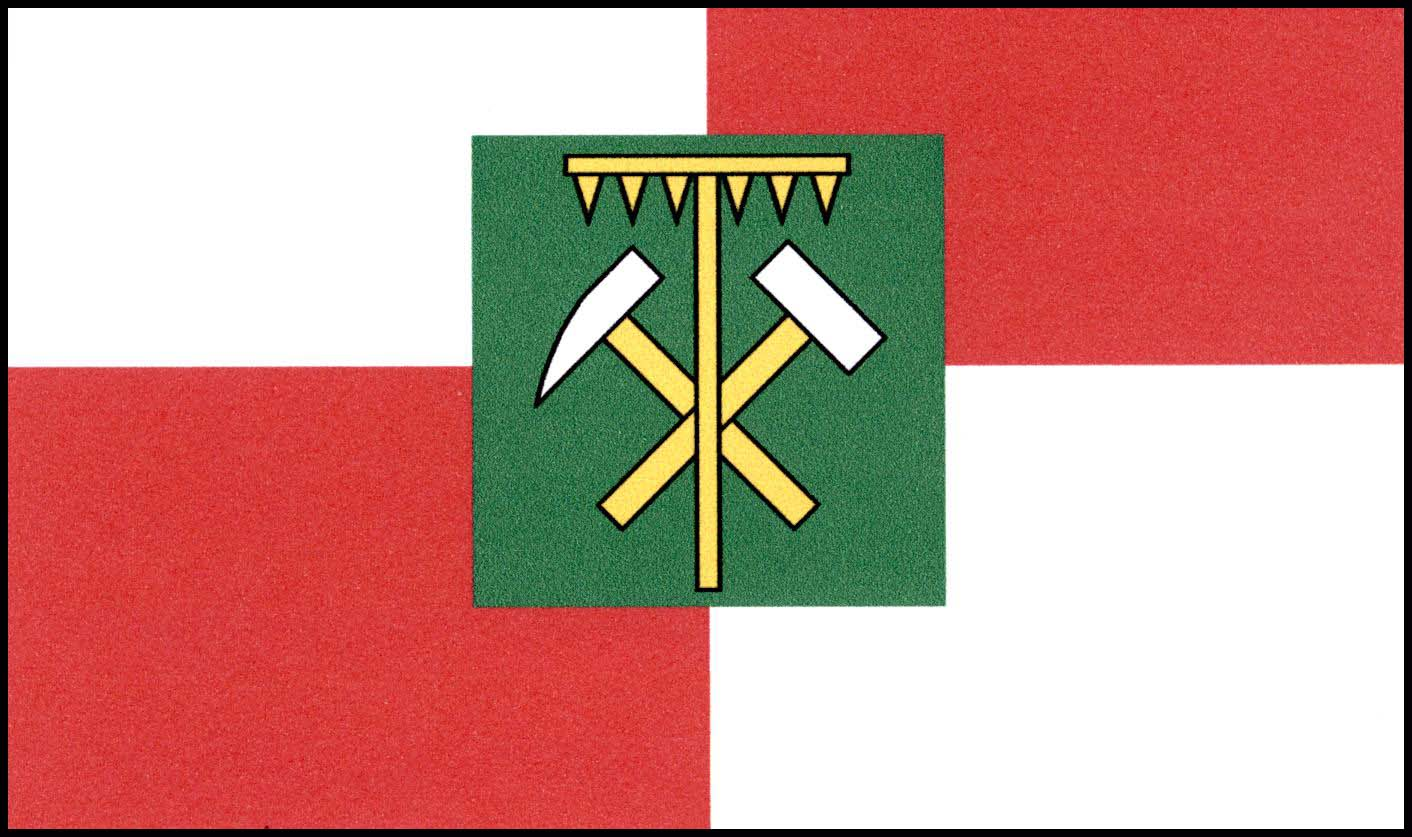
Horní Slavkov
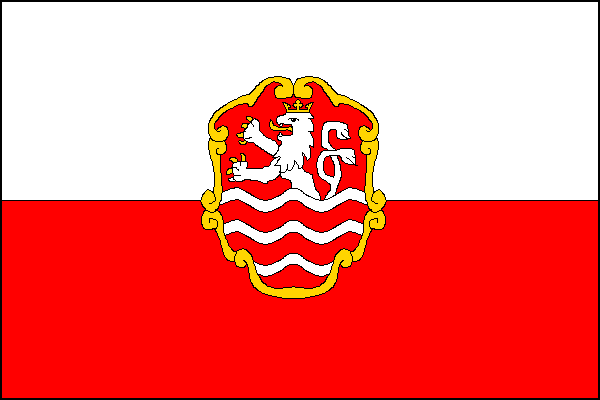
Karlsbad
Kraslice
Mariënbad
Nejdek
Ostrov
Sokolov

## Liberec

Česká Lípa
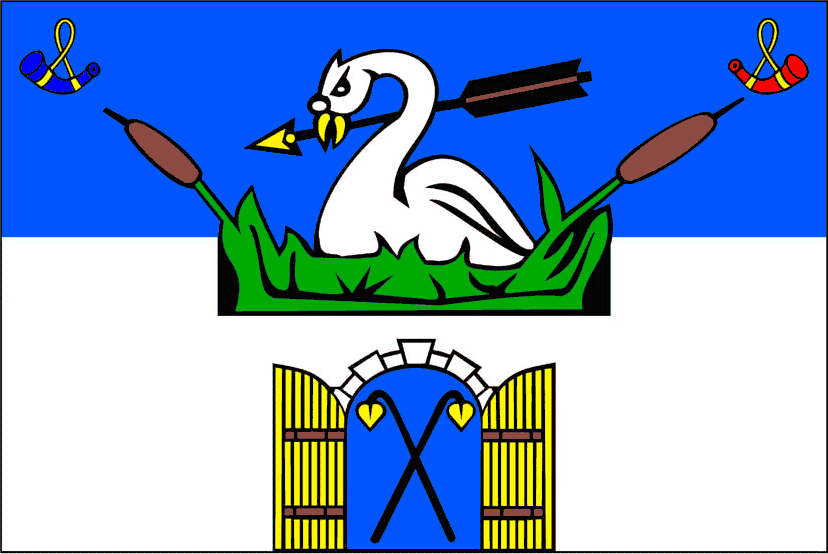
Chrastava
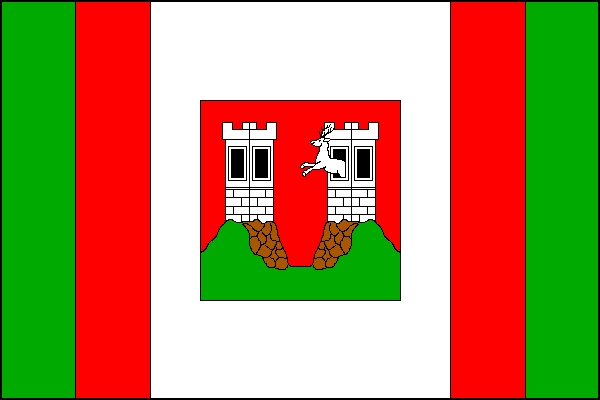
Doksy
Frýdlant
Hrádek nad Nisou
Jablonec nad Nisou
Jilemnice
Liberec
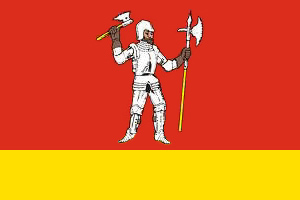
Lomnice nad Popelkou
Mimoň
Nový Bor
Semily
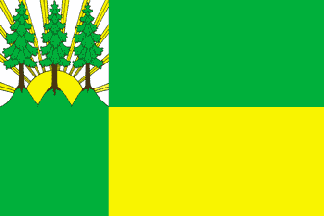
Tanvald
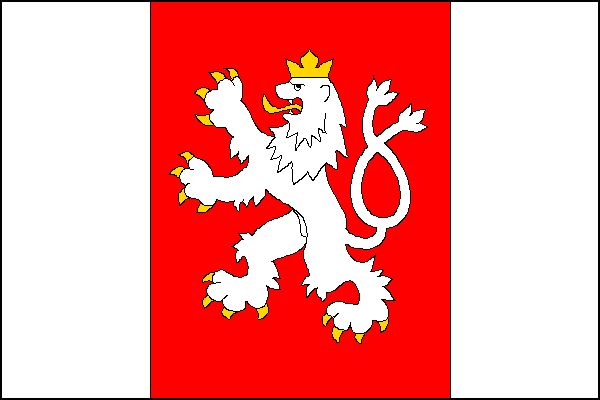
Turnov
Železný Brod

## Midden-Bohemen

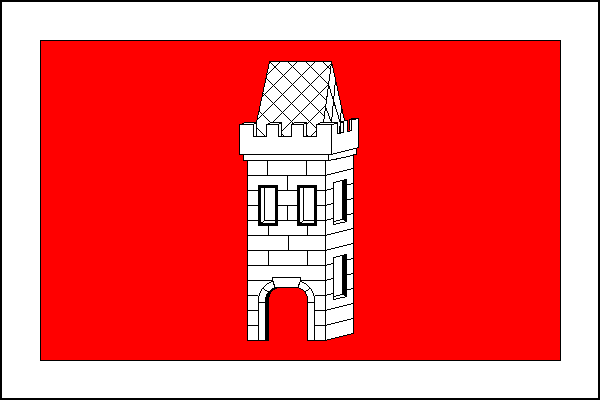
Bakov nad Jizerou
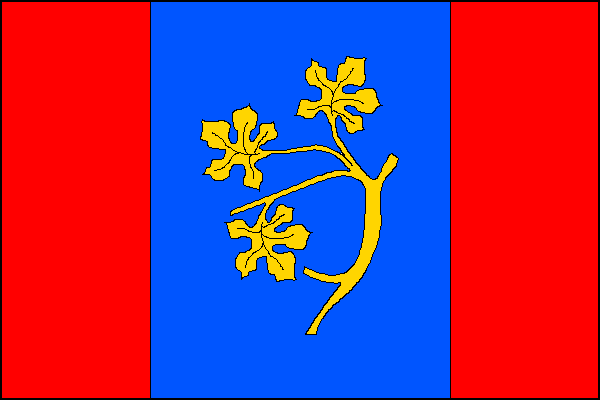
Benátky nad Jizerou
Benešov
Beroun
Brandýs nad Labem-Stará Boleslav
Čáslav
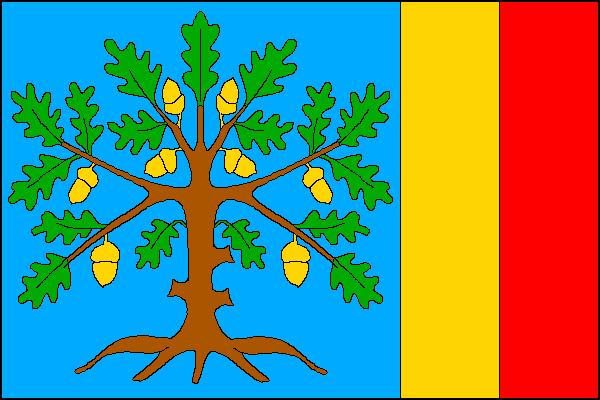
Čelákovice
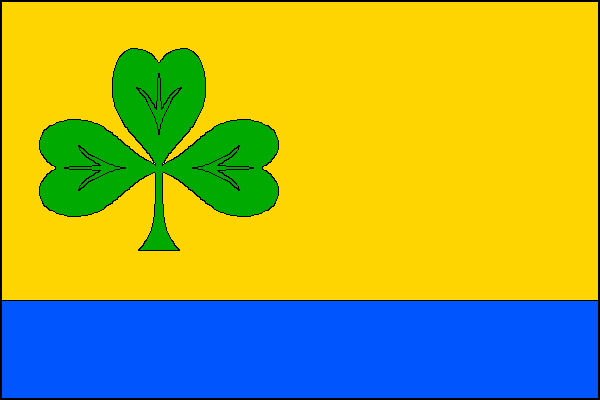
Černošice
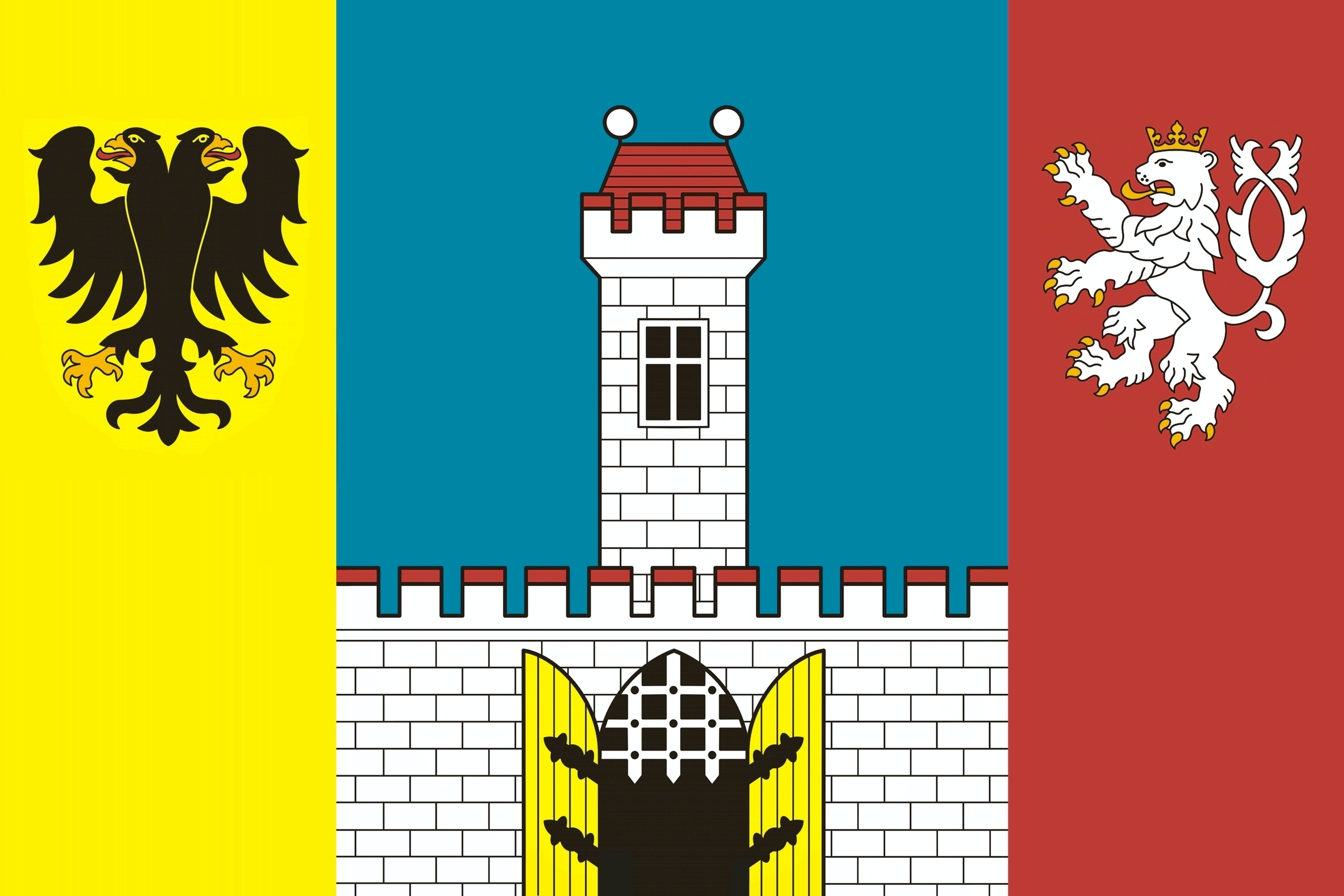
Český Brod
Dobříš
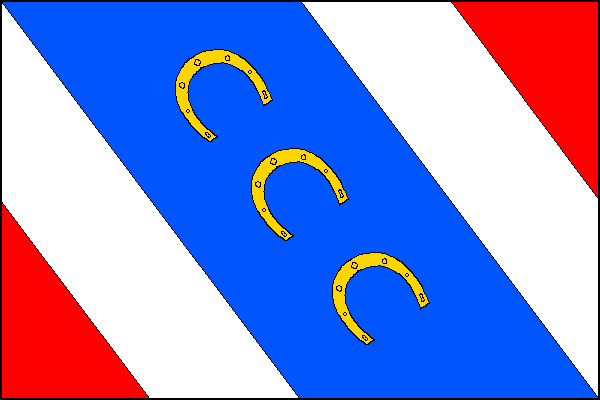
Horoměřice
Hořovice
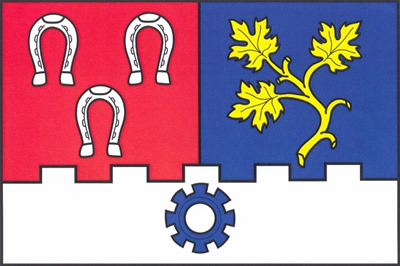
Hostivice
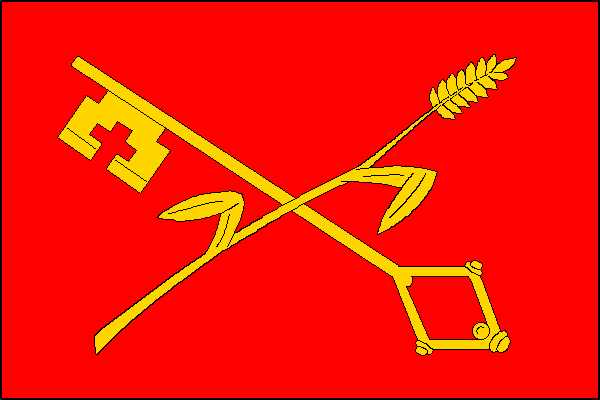
Jesenice
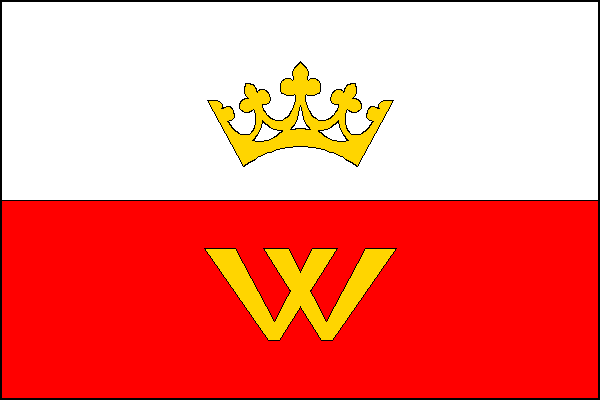
Jílové u Prahy
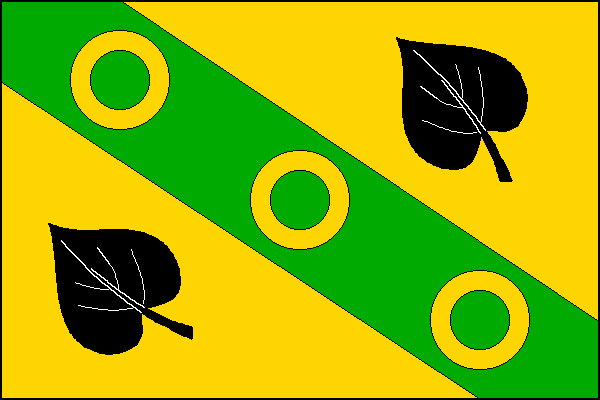
Kamenice
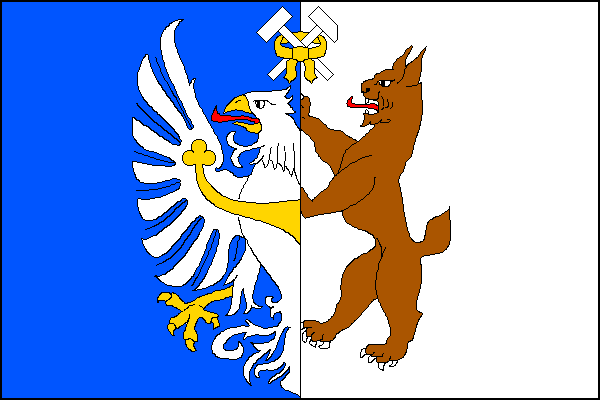
Kladno
Kolín
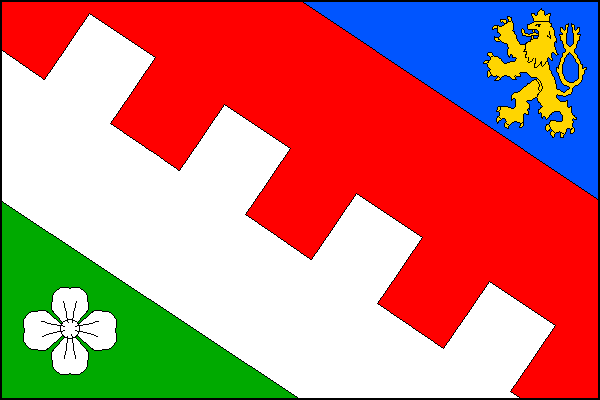
Kosmonosy
Kralupy nad Vltavou
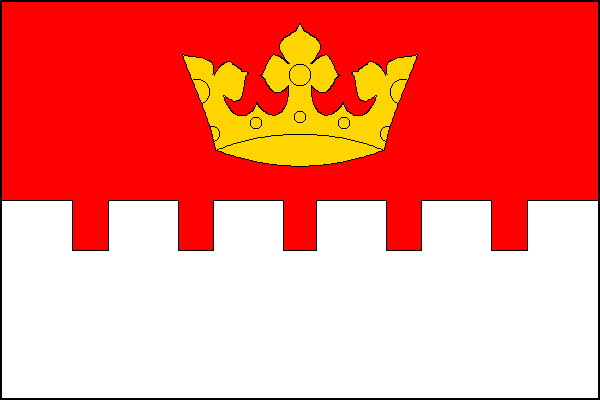
Králův Dvůr
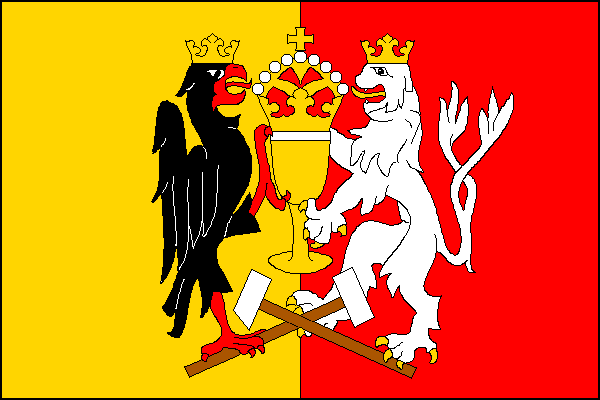
Kutná Hora
Lysá nad Labem
Mělník
Milovice
Mladá Boleslav
Mnichovo Hradiště
Mníšek pod Brdy
Neratovice
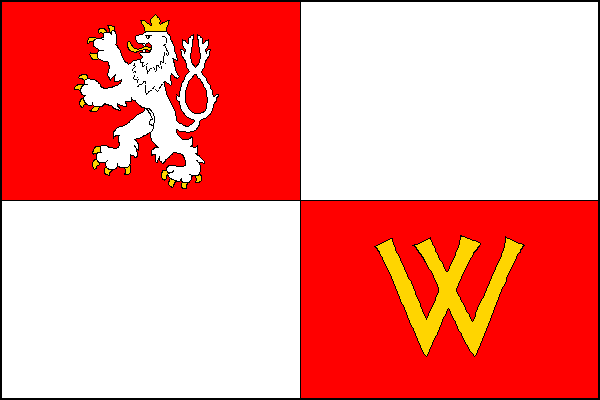
Nové Strašecí
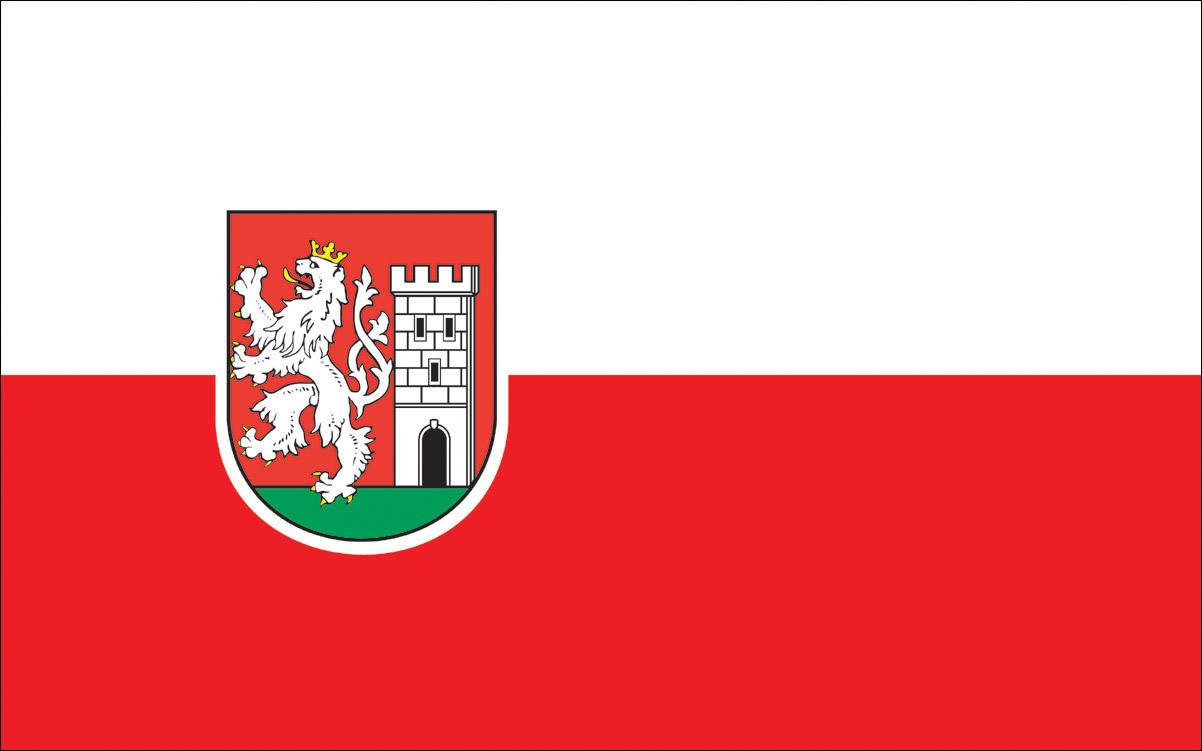
Nymburk
Odolena Voda
Poděbrady
Příbram
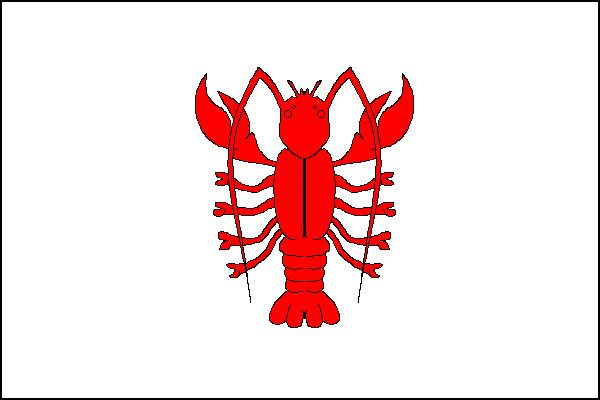
Rakovník
Říčany
Roztoky
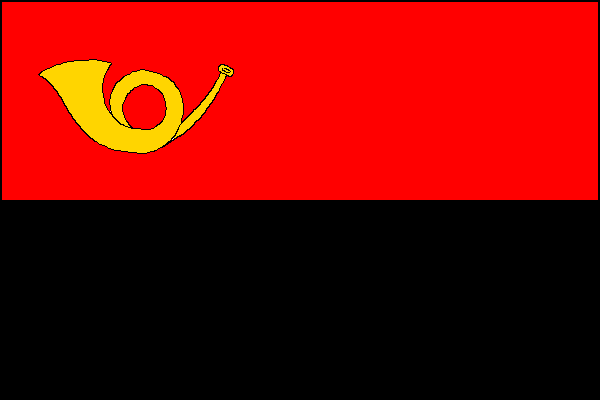
Rudná
Sedlčany
Slaný
Stochov
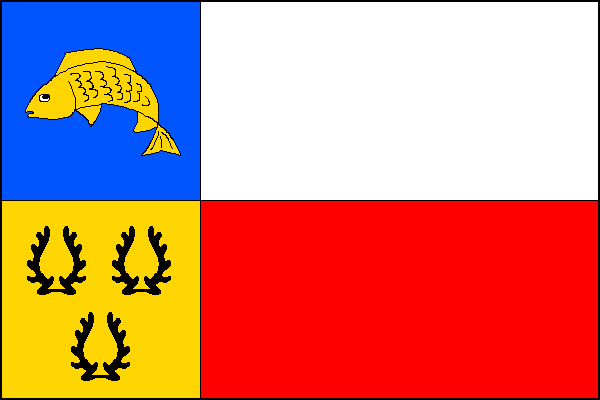
Týnec nad Sázavou
Unhošť
Úvaly
Vlašim

## Moravië-Silezië

Bílovec
Bohumín
Bruntál
Bystřice
Český Těšín
Dolní Lutyně
Frenštát pod Radhoštěm
Frýdek-Místek
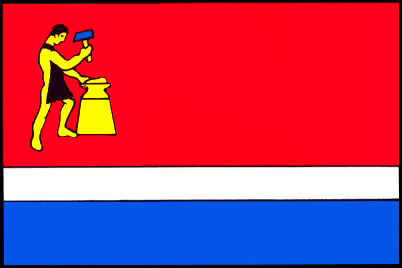
Frýdlant nad Ostravicí
Fulnek
Havířov
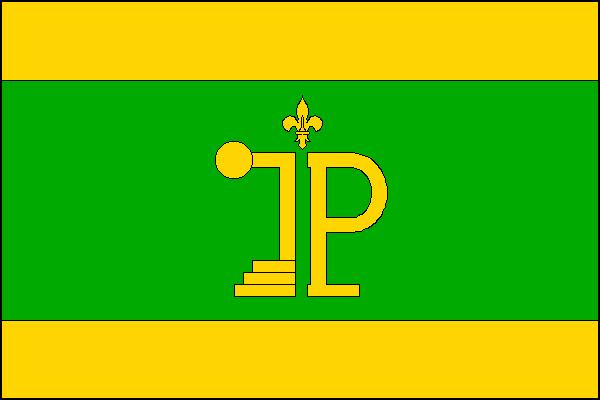
Hlučín
Hradec nad Moravicí
Jablunkov
Karviná
Kopřivnice
Kravaře
Krnov
Nový Jičín
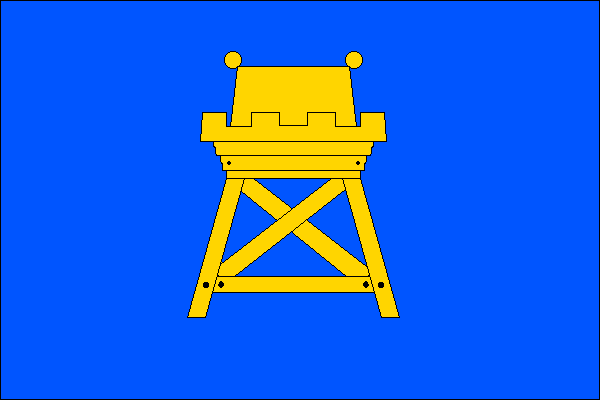
Odry
Opava
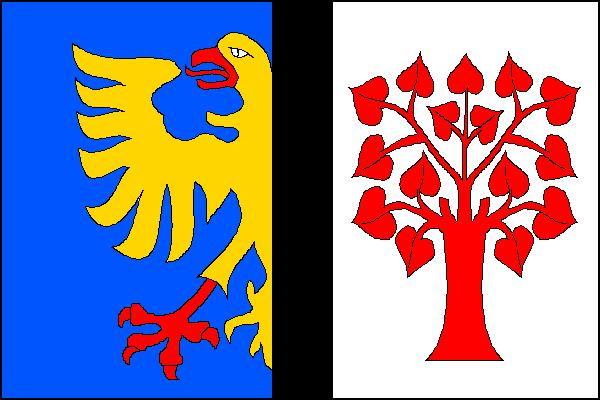
Orlová
Ostrava
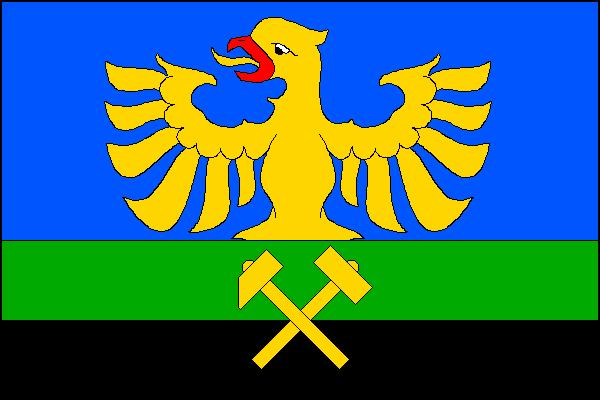
Petřvald
Příbor
Rychvald
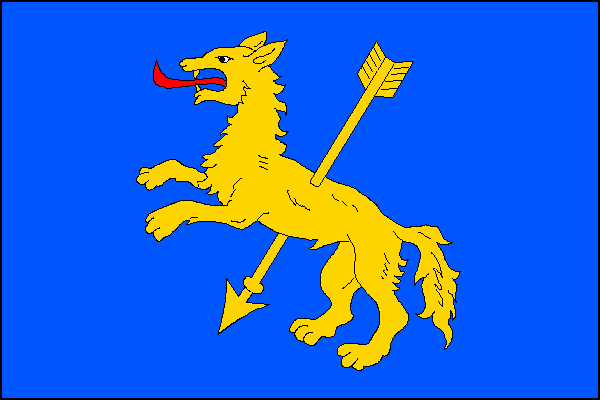
Rýmařov
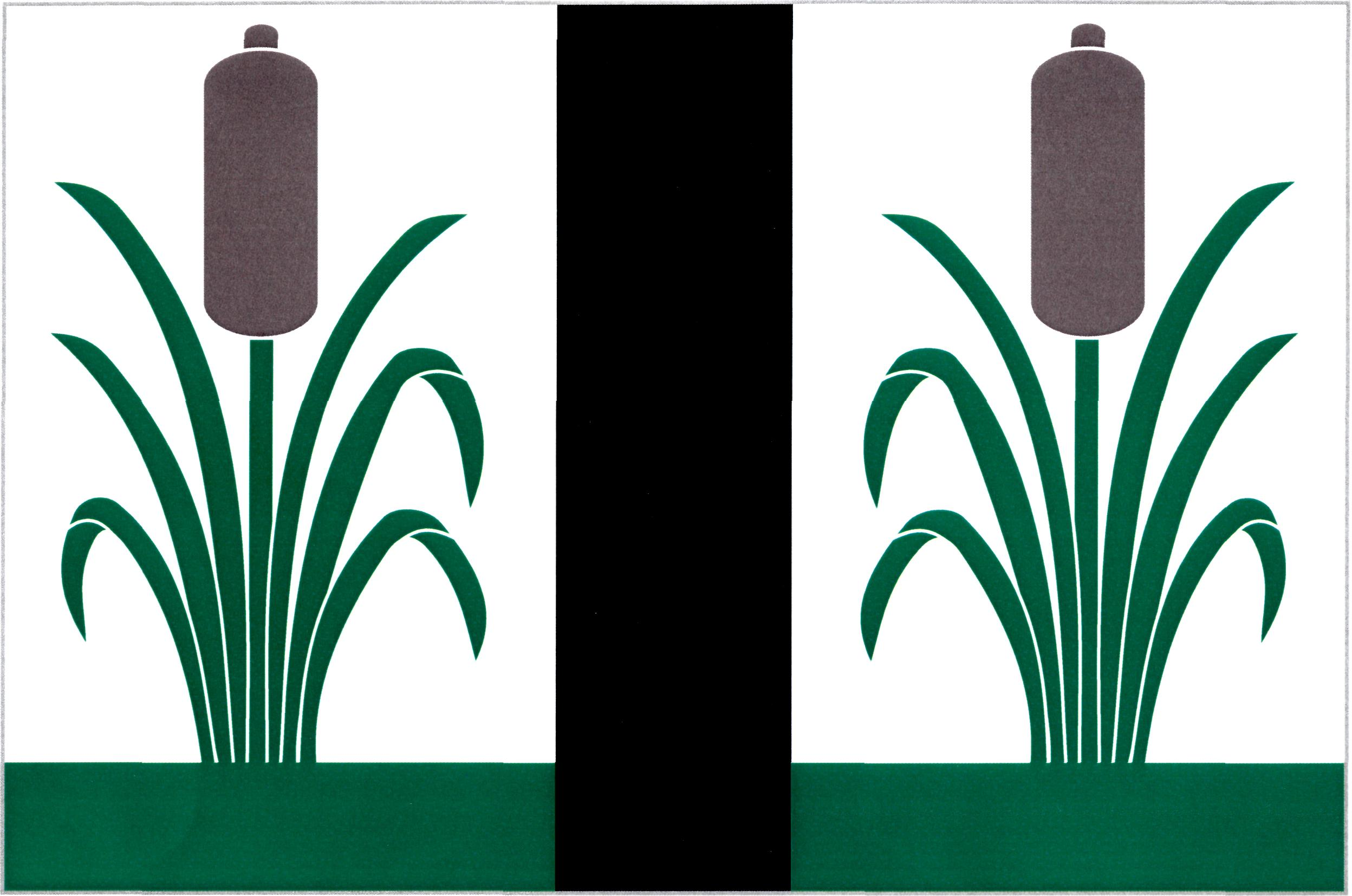
Šenov
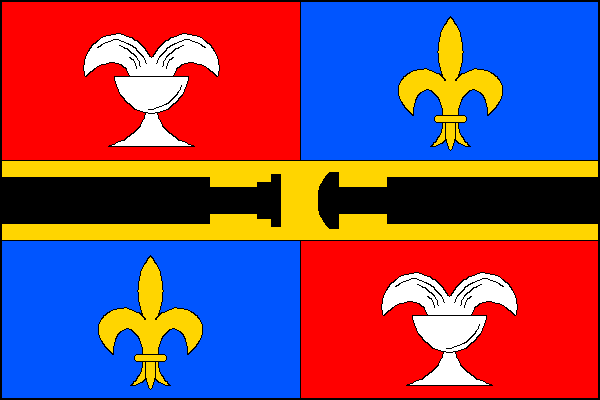
Studénka
Třinec
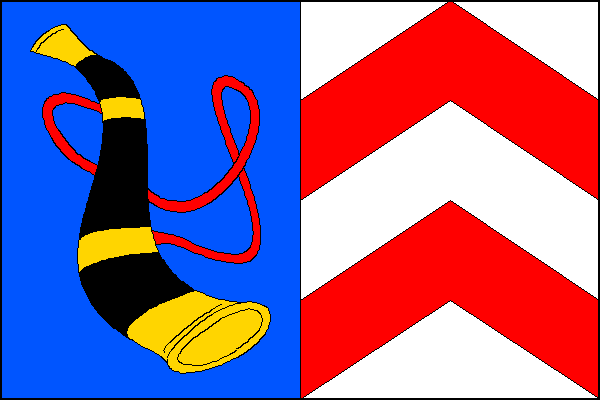
Vítkov
Vratimov

## Olomouc

Hranice
Jeseník
Kojetín
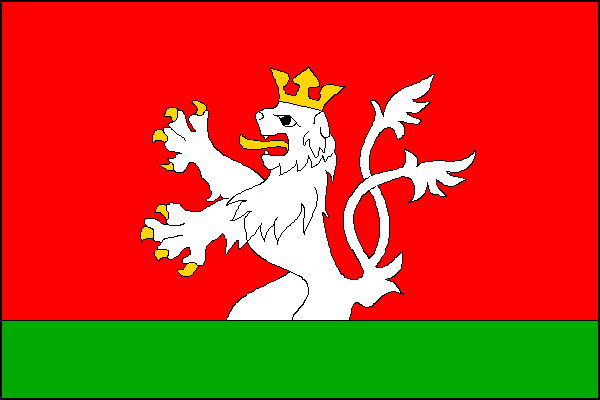
Lipník nad Bečvou
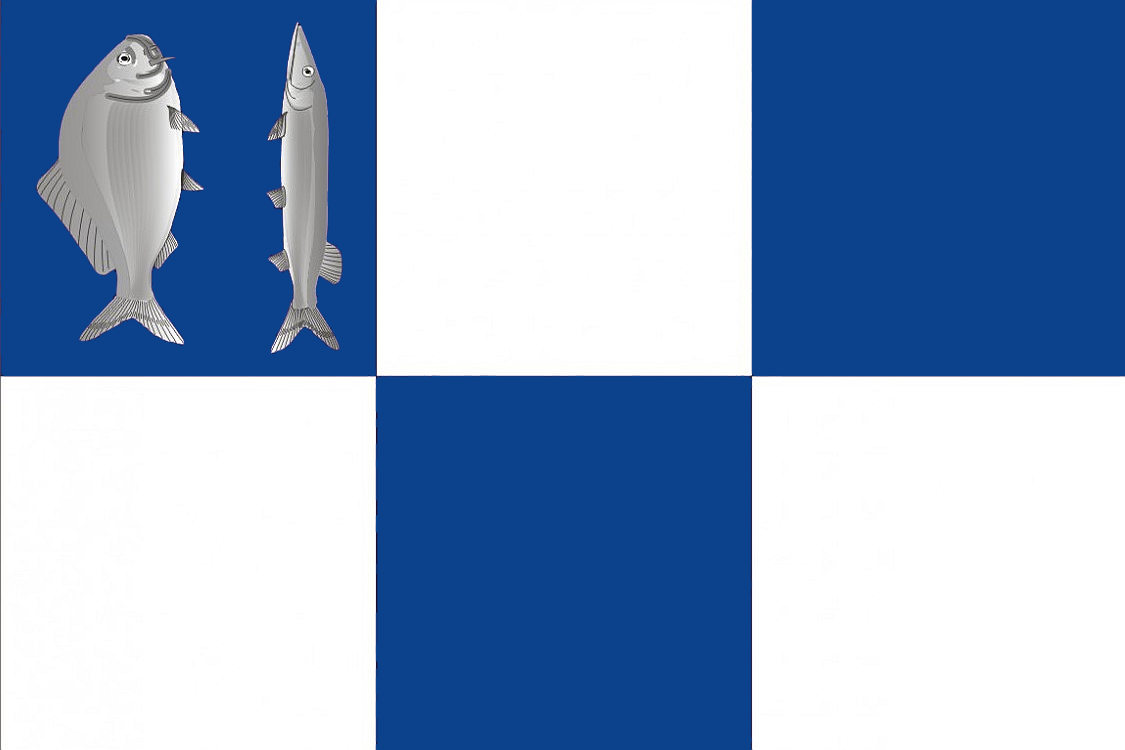
Litovel
Mohelnice
Olomouc
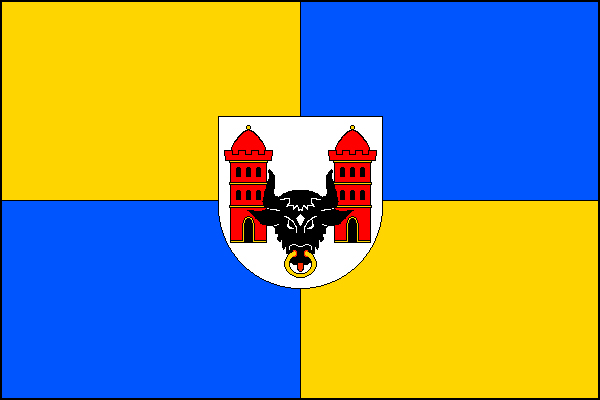
Přerov
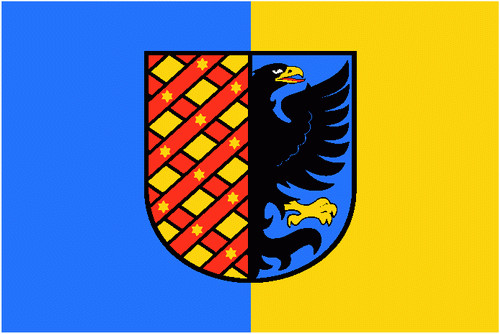
Prostějov
Šternberk
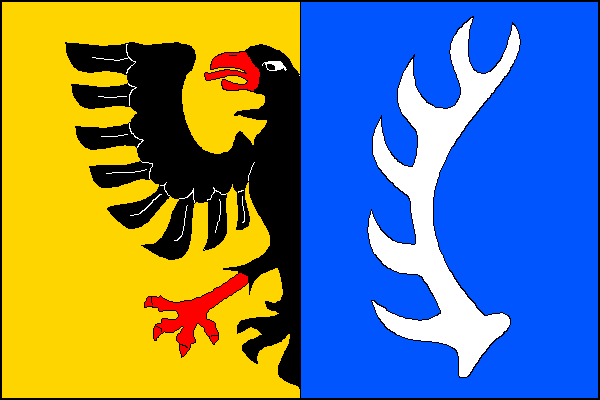
Šumperk
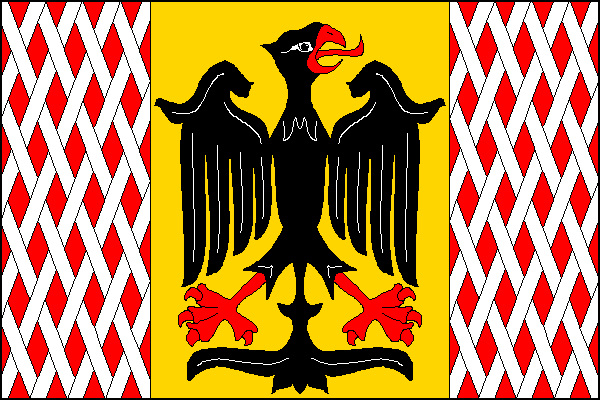
Uničov
Zábřeh

## Pardubice

Česká Třebová
Choceň
Chrudim
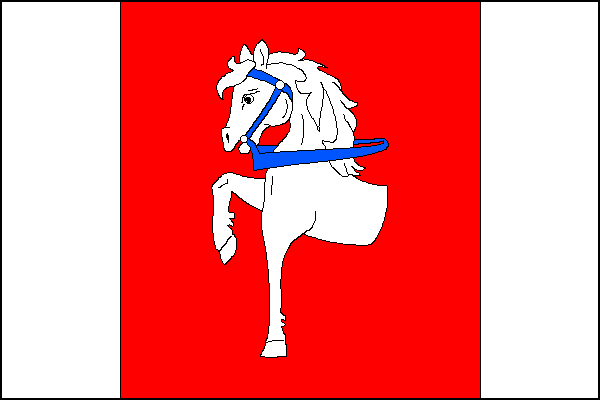
Hlinsko
Holice
Lanškroun
Letohrad
Litomyšl
Moravská Třebová
Pardubice
Polička
Přelouč
Skuteč
Svitavy
Ústí nad Orlicí
Vysoké Mýto
Žamberk

## Pilsen

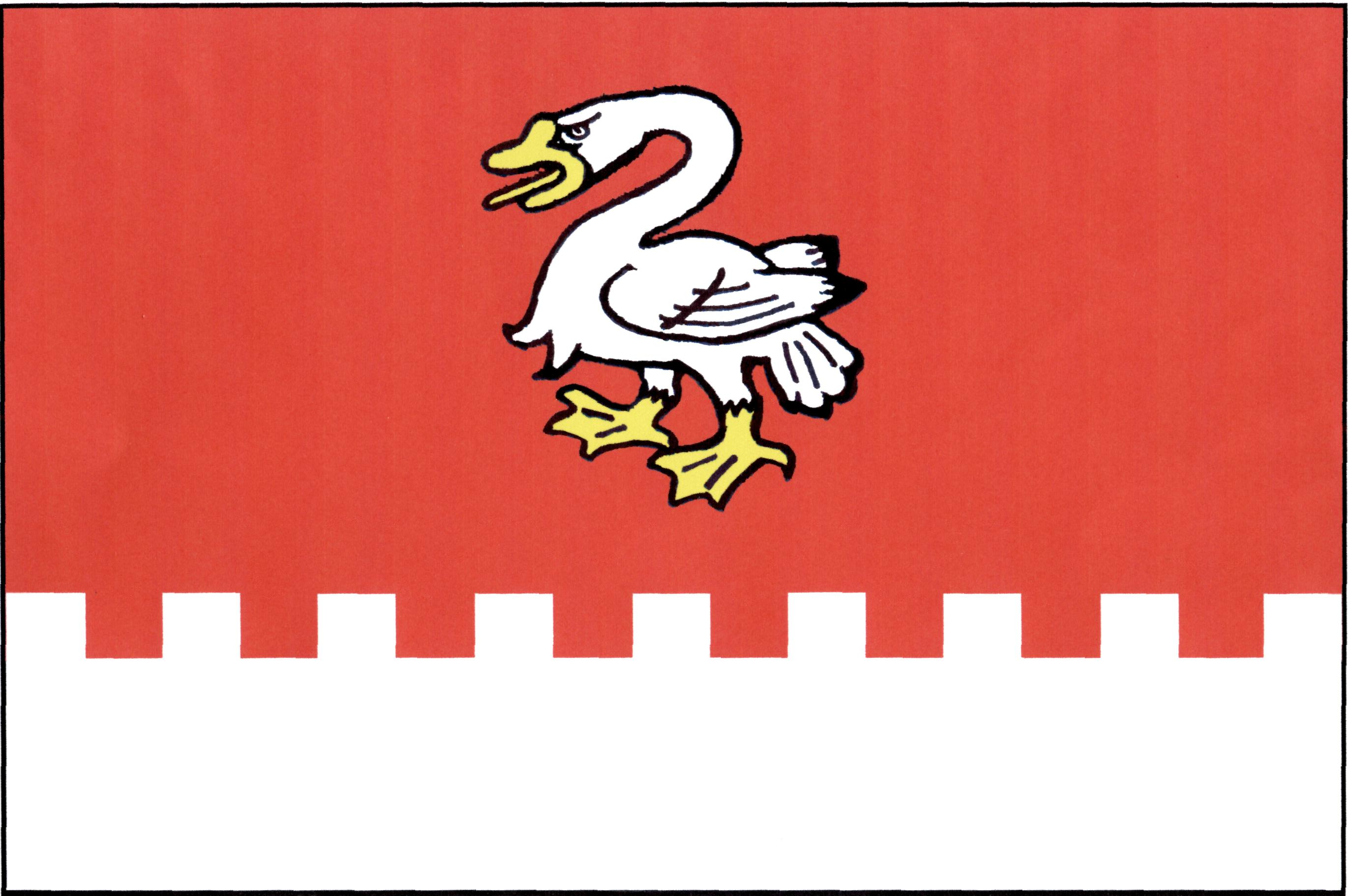
Bor
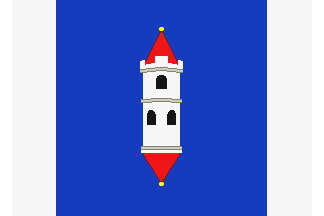
Dobřany
Domažlice
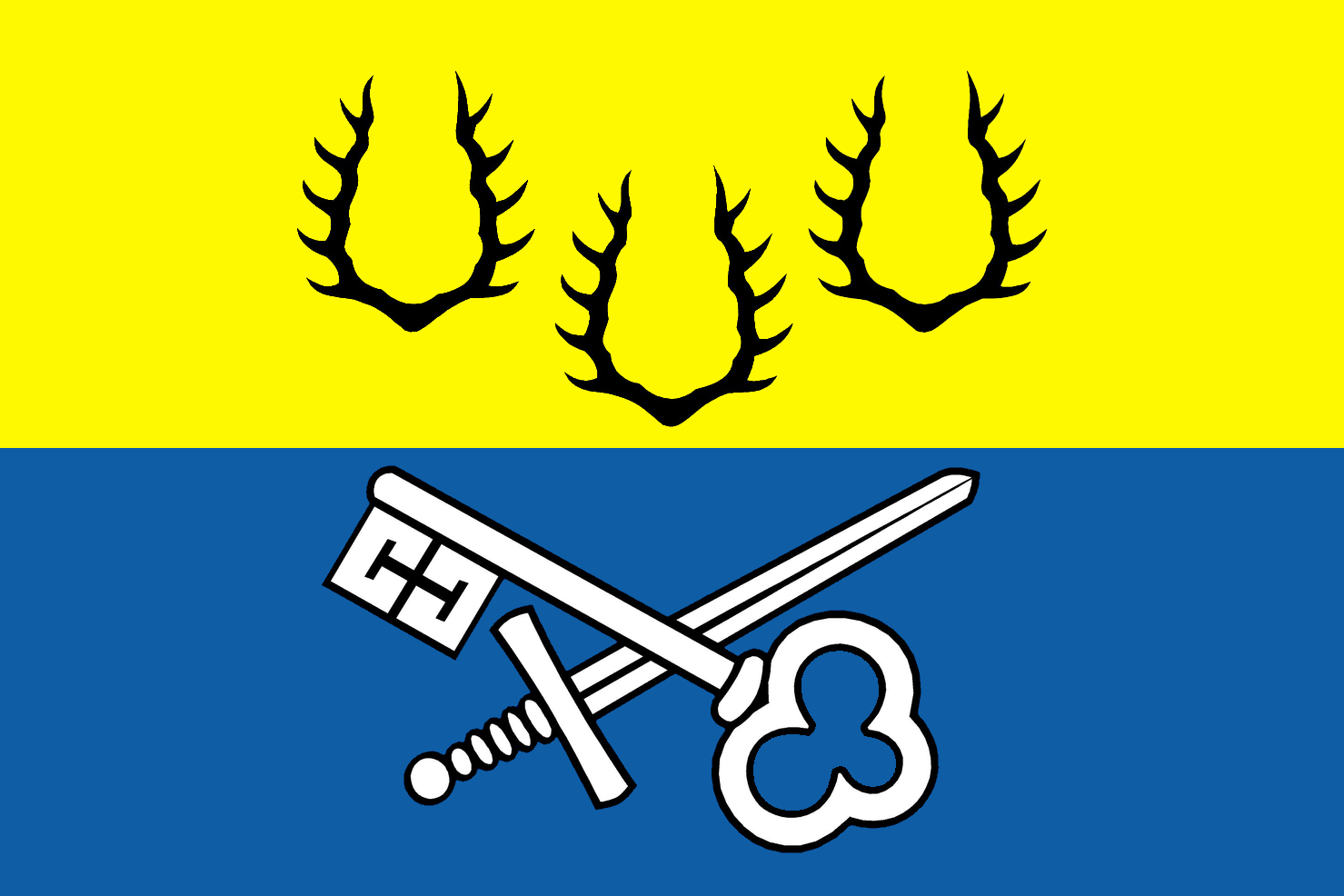
Holýšov
Horažďovice
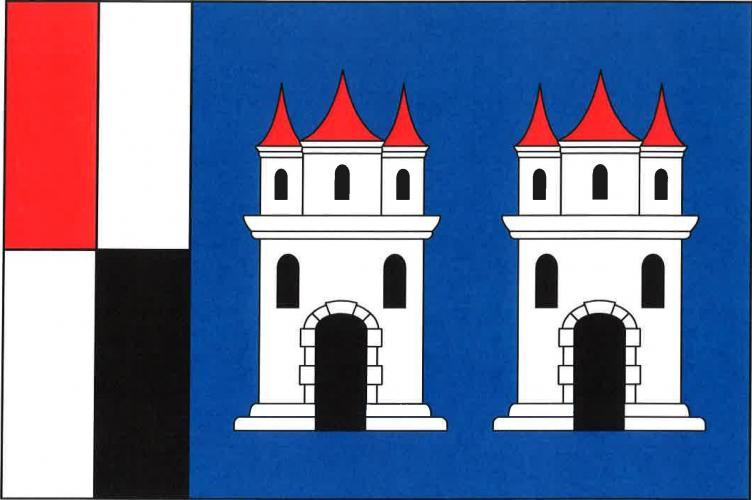
Horšovský Týn
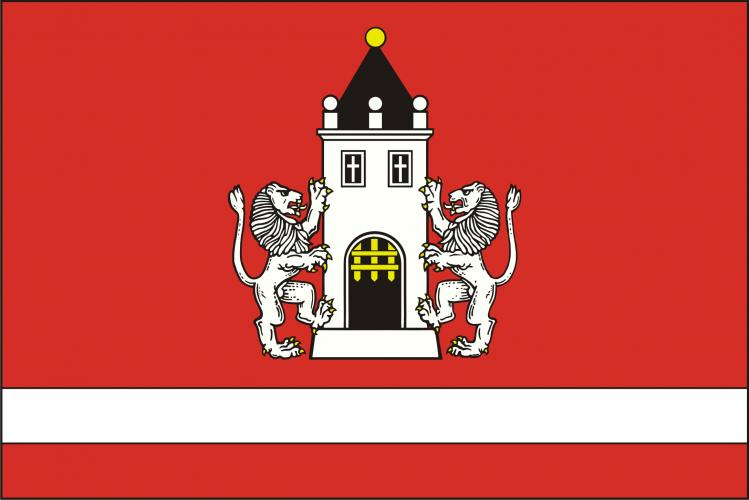
Kdyně
Klatovy
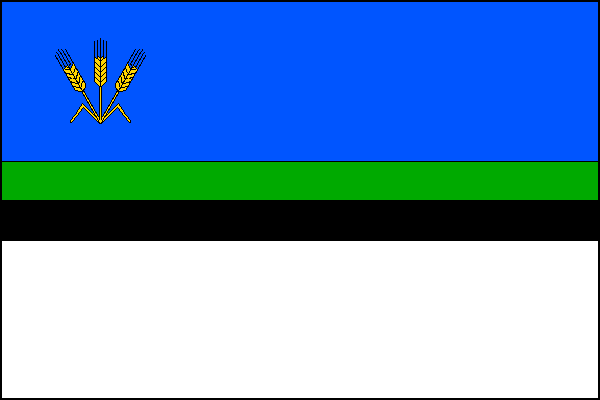
Nýřany
Nýrsko
Pilsen
Planá
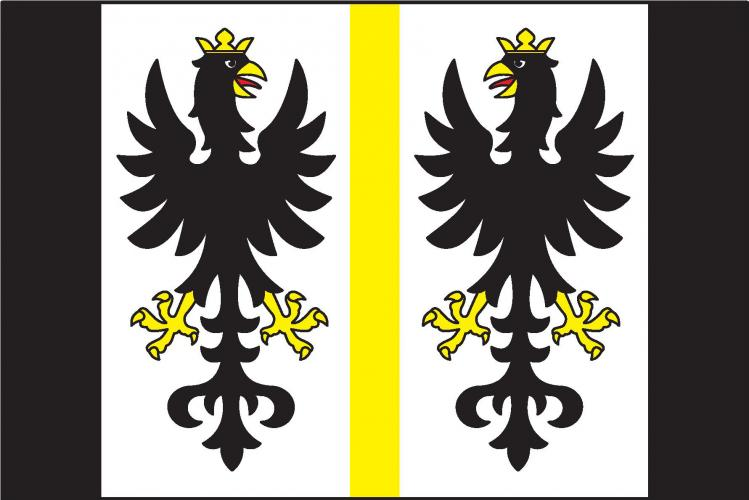
Přeštice
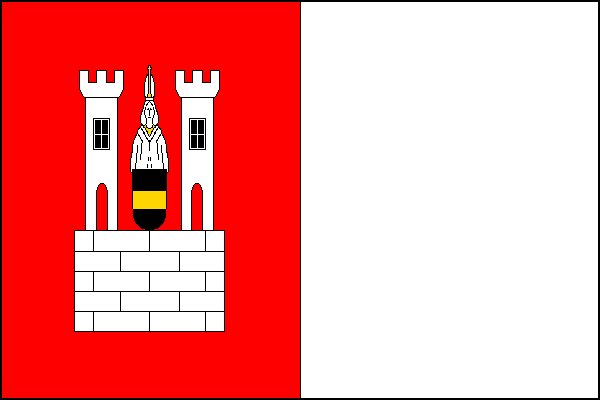
Rokycany
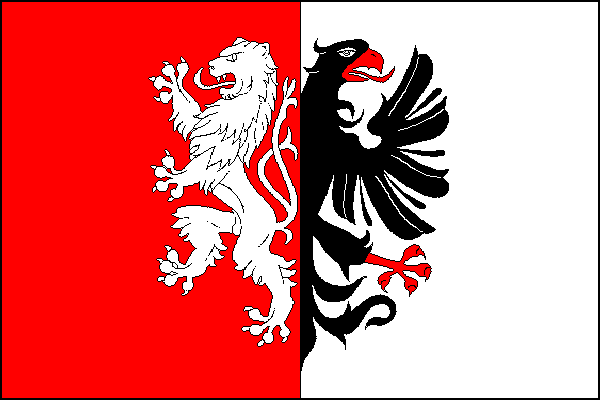
Starý Plzenec
Stříbro
Sušice
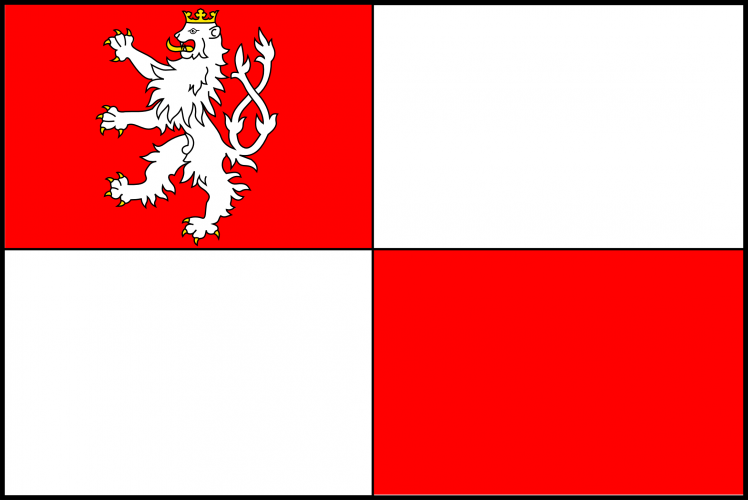
Tachov
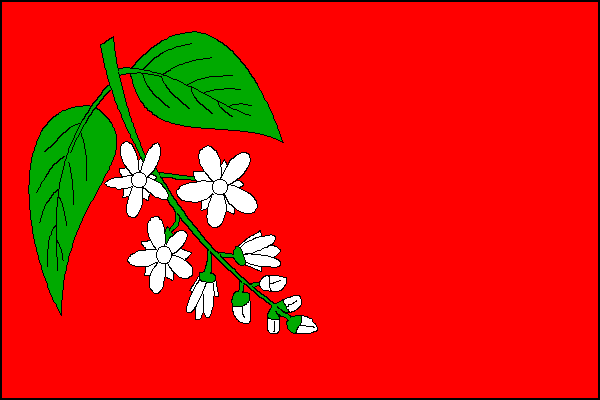
Třemošná

## Praag

Vlag van Praag

### Stadsdistricten van Praag

Praag 1
Praag 2
Praag 3
Praag 4
Praag 5
Praag 6
Praag 7
Praag 8
Praag 9
Praag 10
Praag 11
Praag 12
Praag 13
Praag 14
Praag 15
Praag 16-Radotín
Praag 17-Řepy
Praag 18-Letňany
Praag 19-Kbely
Praag 20-Horní Počernice
Praag 21-Újezd nad Lesy
Praag 22-Uhříněves
Praag-Běchovice
Praag-Benice
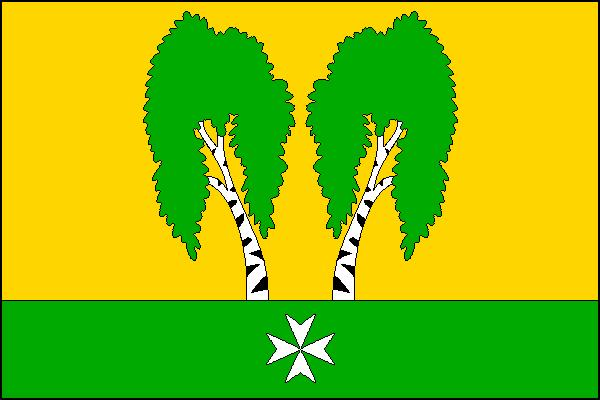
Praag-Březiněves
Praag-Čakovice
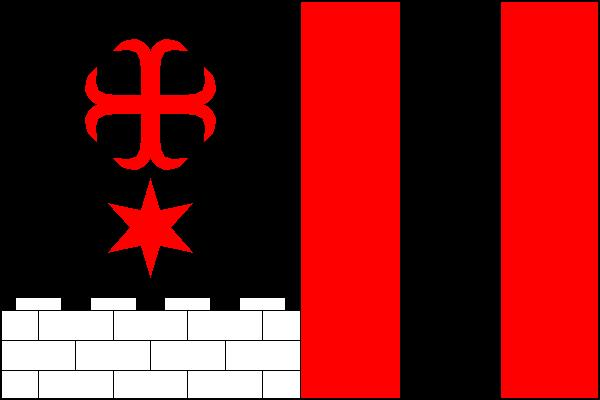
Praag-Ďáblice
Praag-Dolní Chabry
Praag-Dolní Měcholupy
Praag-Dolní Počernice
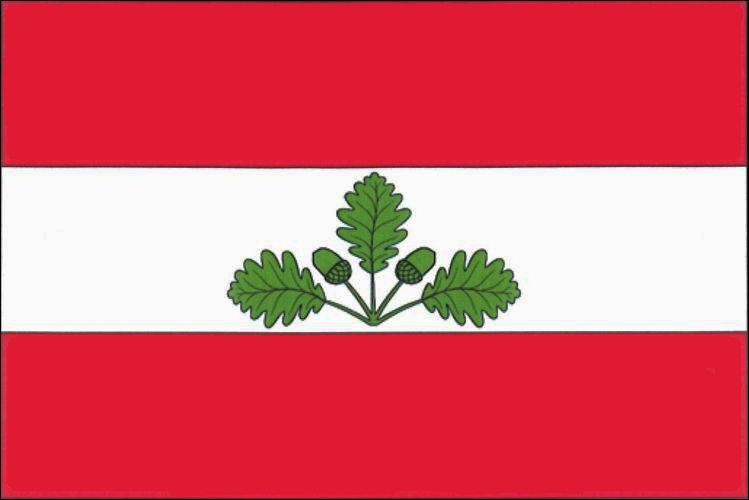
Praag-Dubeč
Praag-Klánovice
Praag-Koloděje
Praag-Kolovraty
Praag-Královice
Praag-Křeslice
Praag-Kunratice
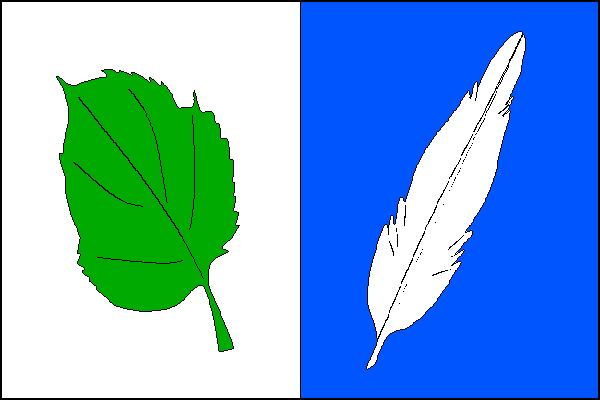
Praag-Libuš
Praag-Lipence
Praag-Lochkov
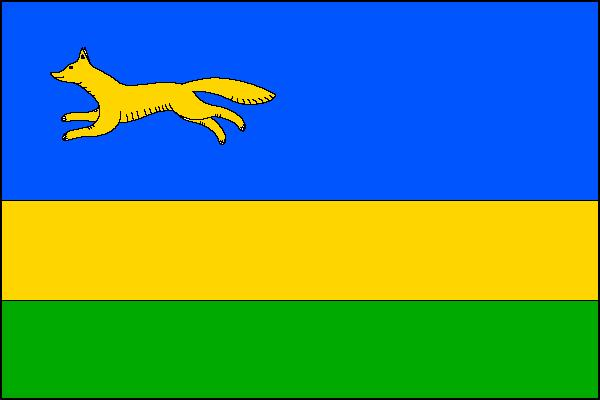
Praag-Lysolaje
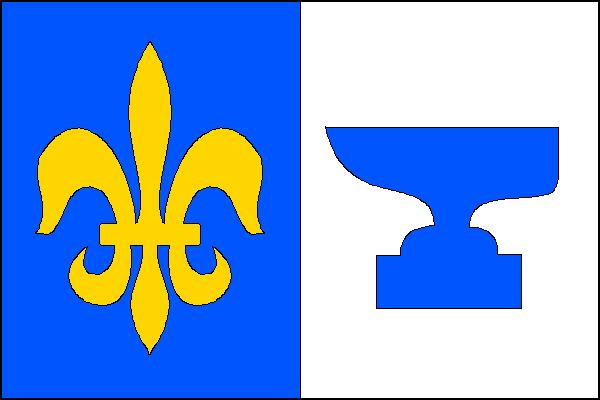
Praag-Nebušice
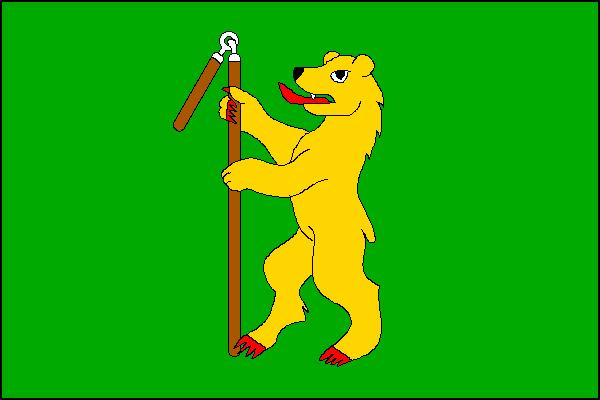
Praag-Nedvězí
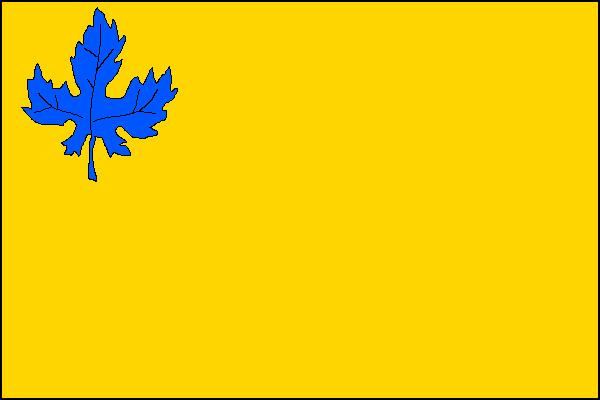
Praag-Petrovice
Praag-Přední Kopanina
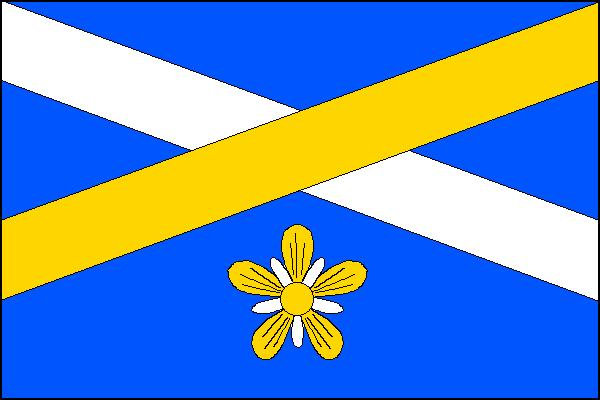
Praag-Řeporyje
Praag-Satalice
Praag-Šeberov
Praag-Slivenec
Praag-Štěrboholy
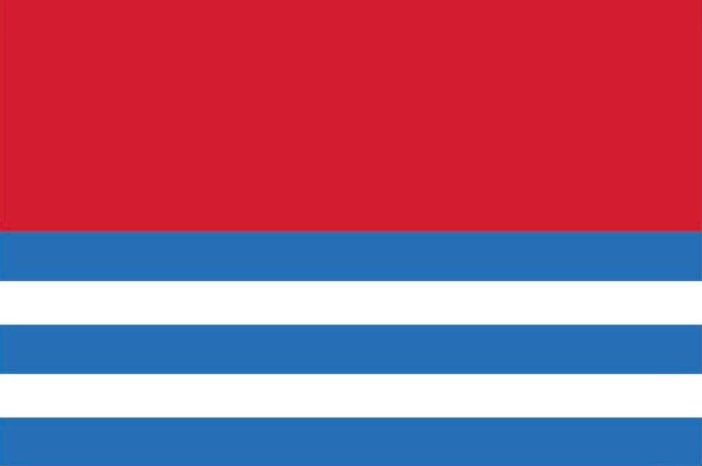
Praag-Suchdol
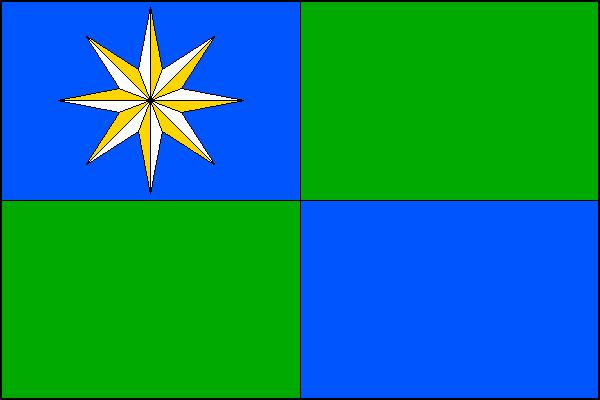
Praag-Troja
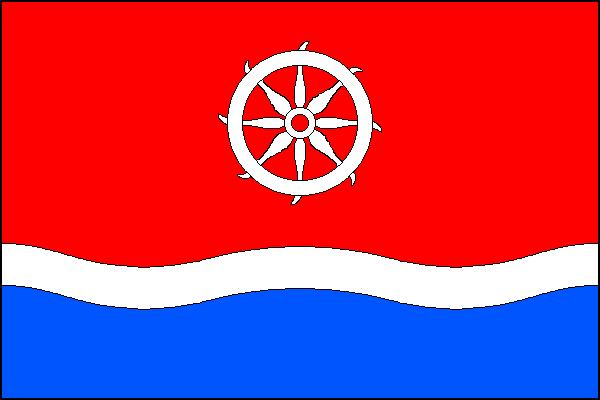
Praag-Újezd
Praag-Velká Chuchle
Praag-Vinoř
Praag-Zbraslav
Praag-Zličín

## Ústí nad Labem

Bílina
Česká Kamenice
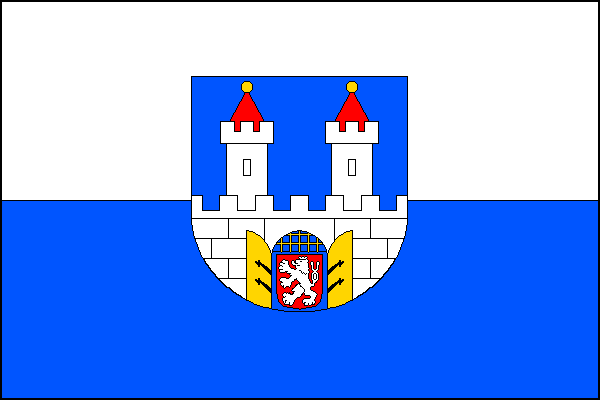
Chomutov
Děčín
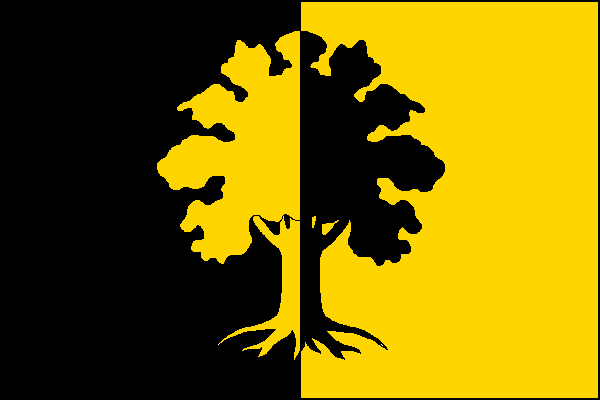
Dubí
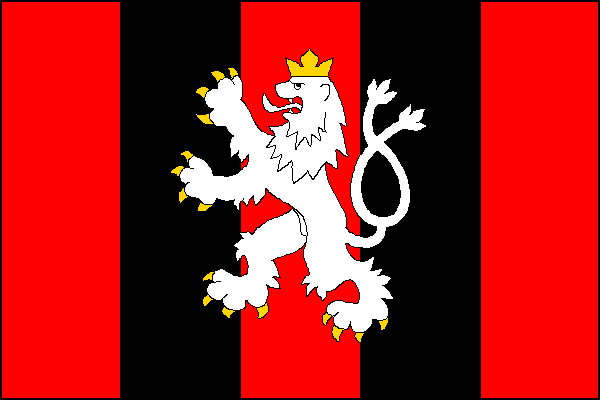
Duchcov
Jílové
Jirkov
Kadaň
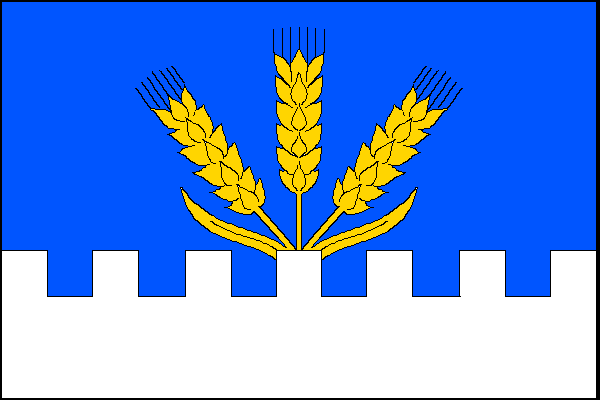
Klášterec nad Ohří
Krupka
Litoměřice
Litvínov
Louny
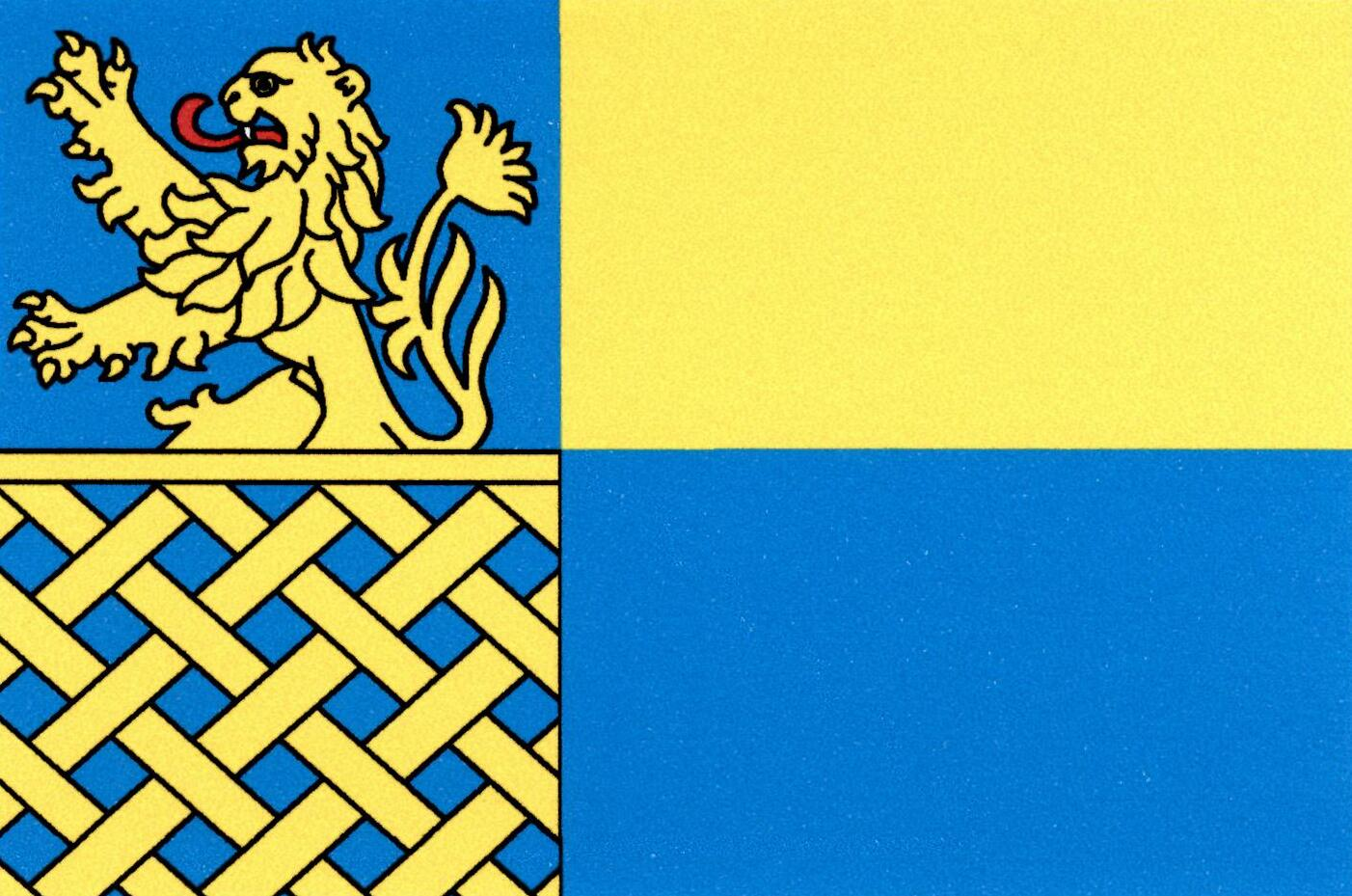
Lovosice
Most
Podbořany
Roudnice nad Labem
Rumburk
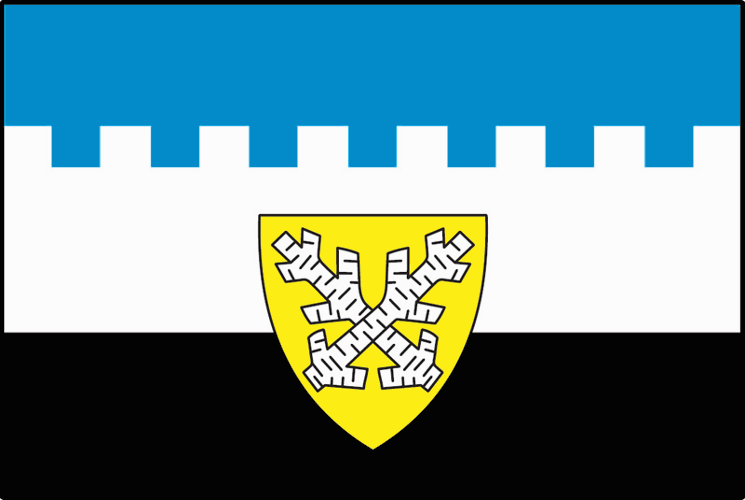
Šluknov
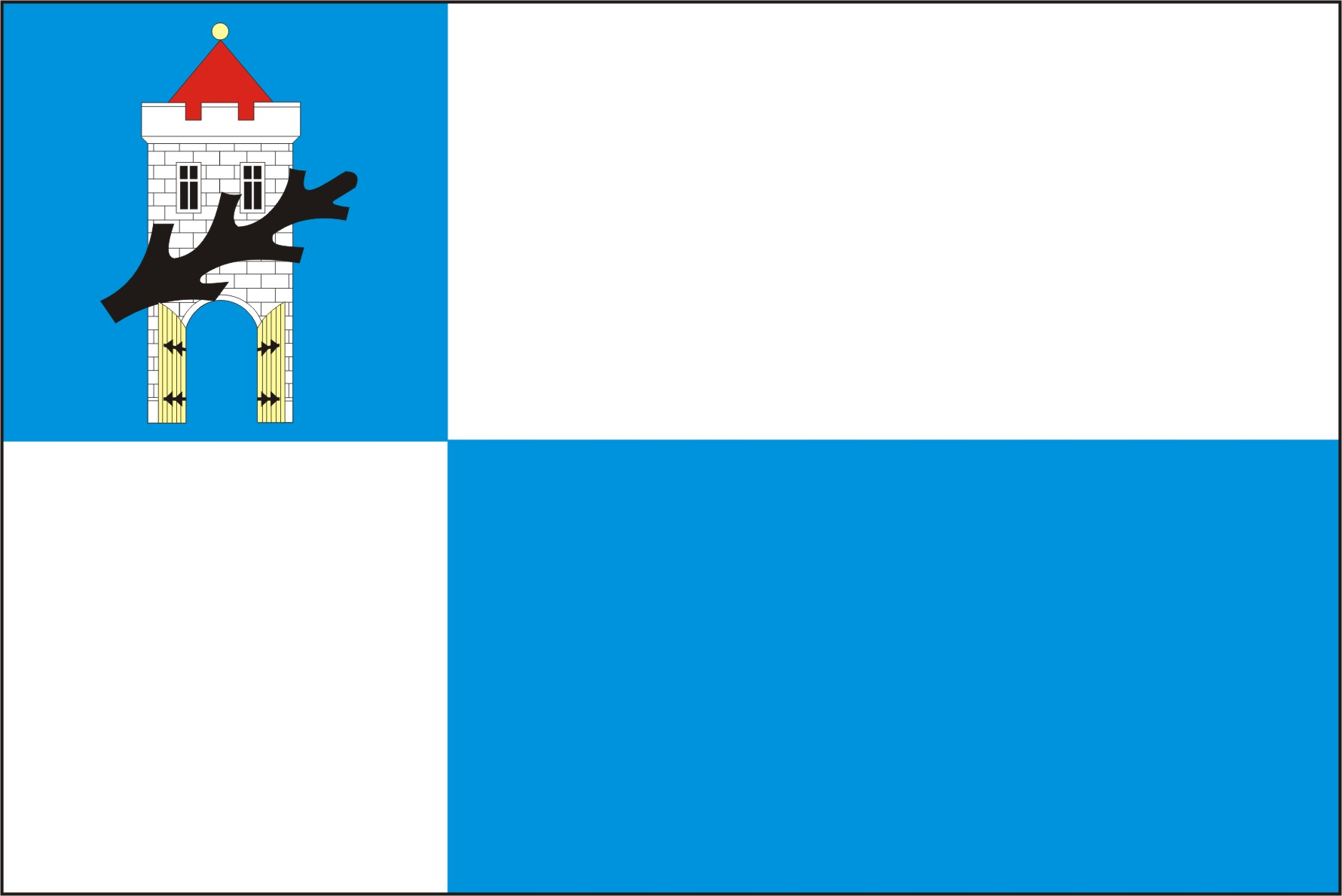
Štětí
Teplice
Ústí nad Labem
Varnsdorf
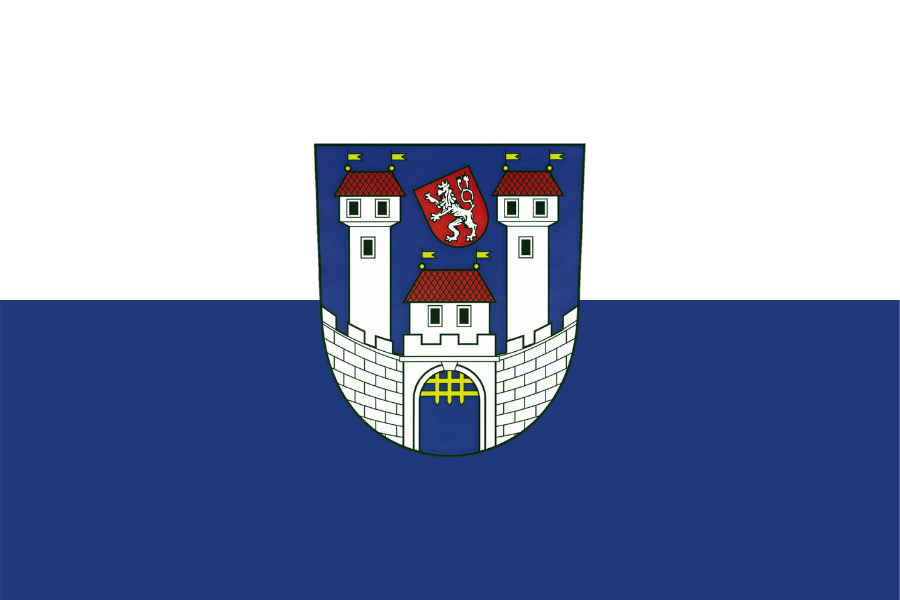
Žatec

## Vysočina

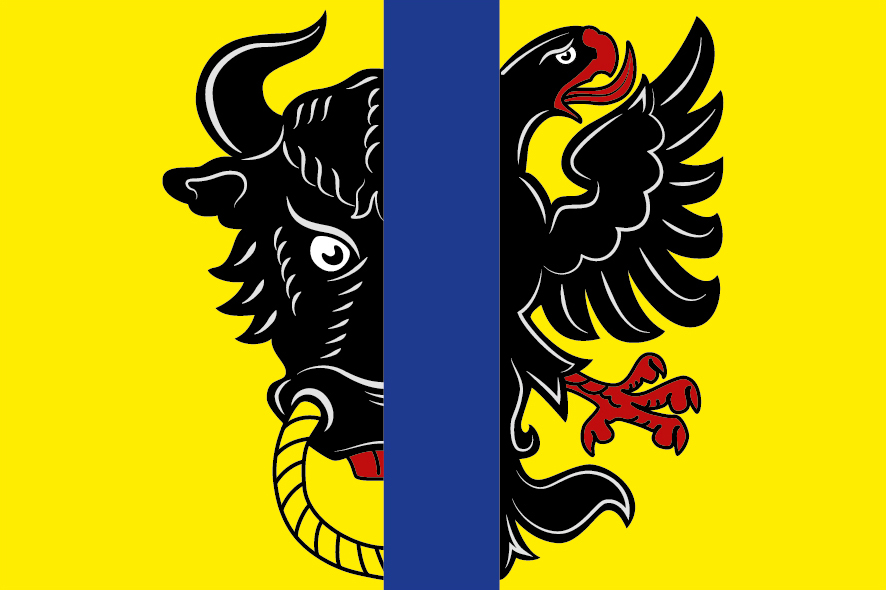
Bystřice nad Pernštejnem
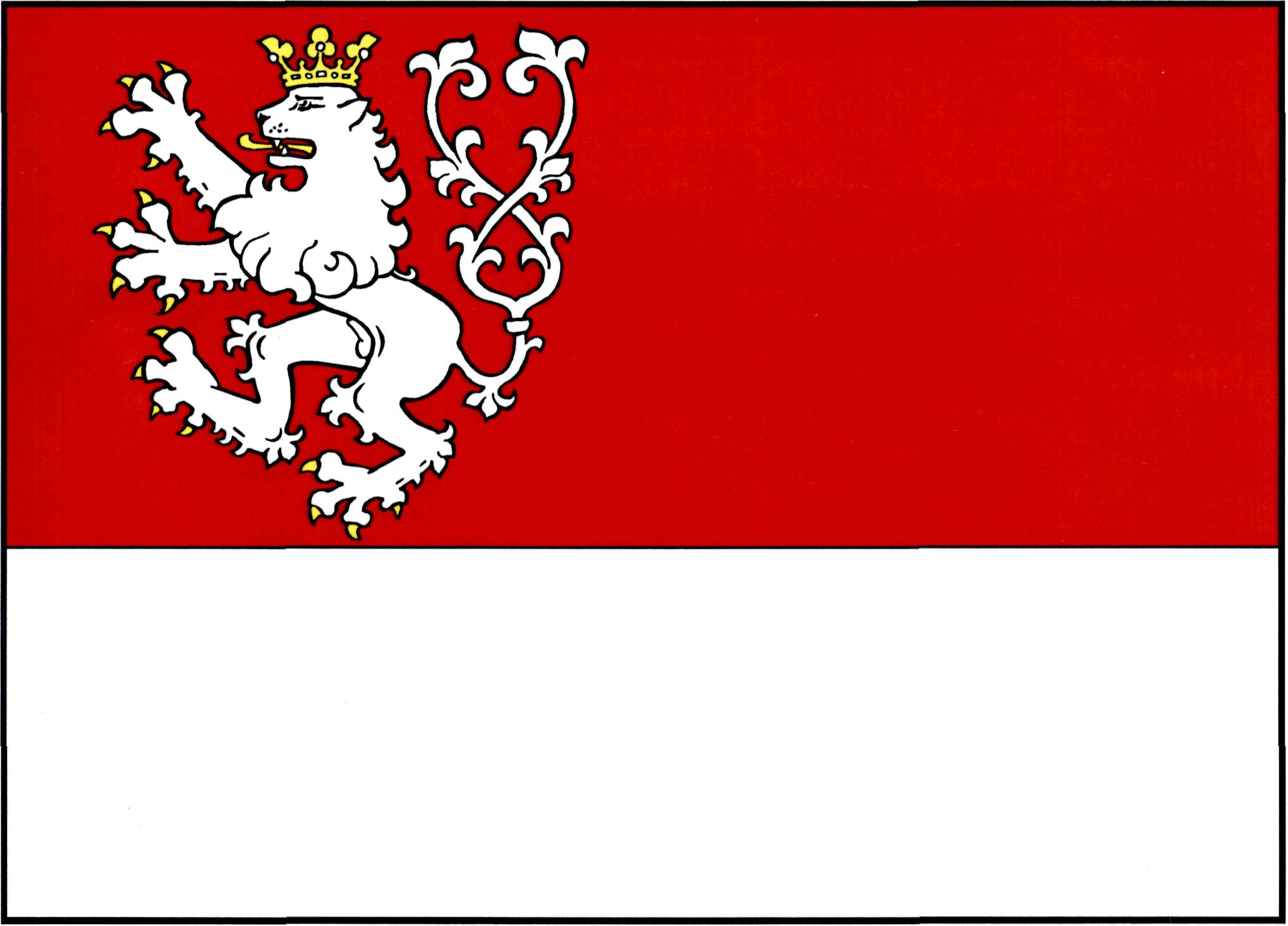
Chotěboř
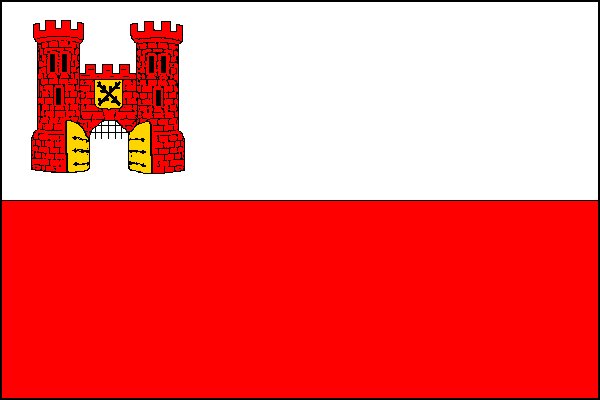
Havlíčkův Brod
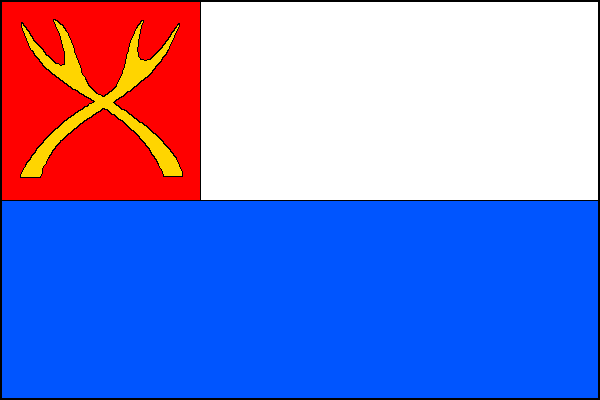
Humpolec
Jihlava
Moravské Budějovice
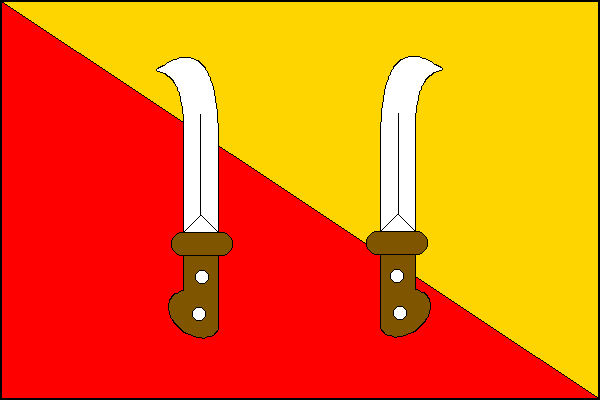
Nové Město na Moravě
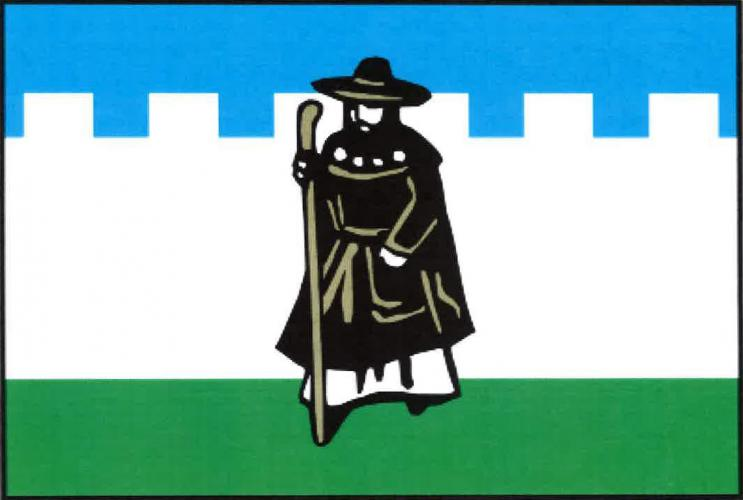
Pelhřimov
Polná
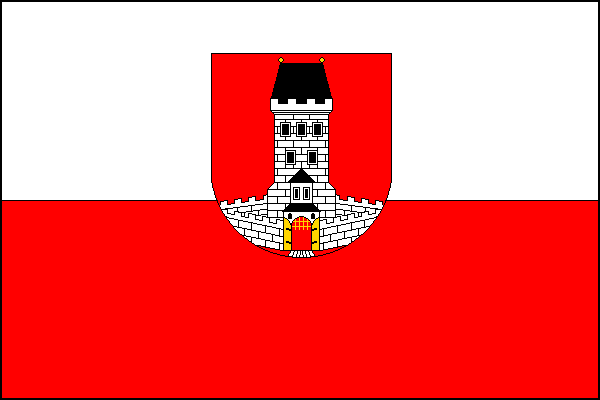
Světlá nad Sázavou
Telč
Třebíč
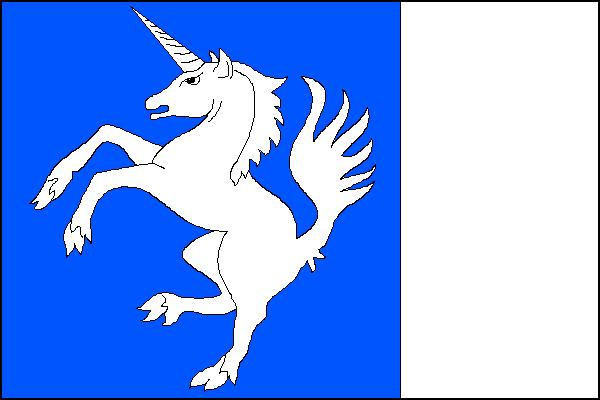
Třešť
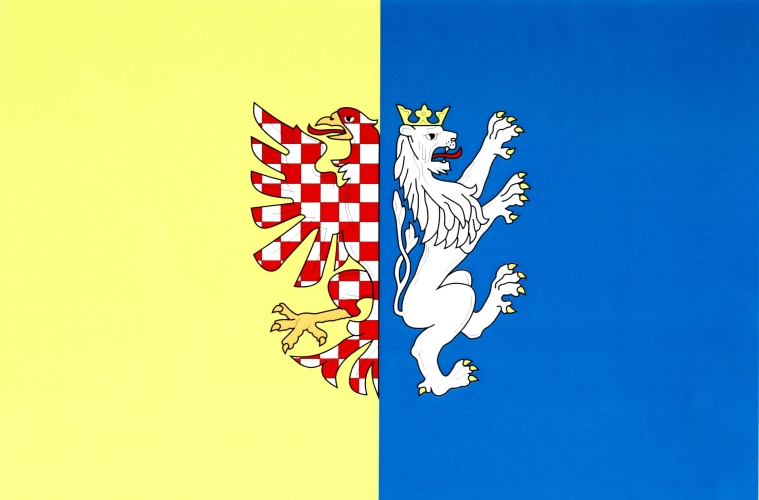
Velká Bíteš
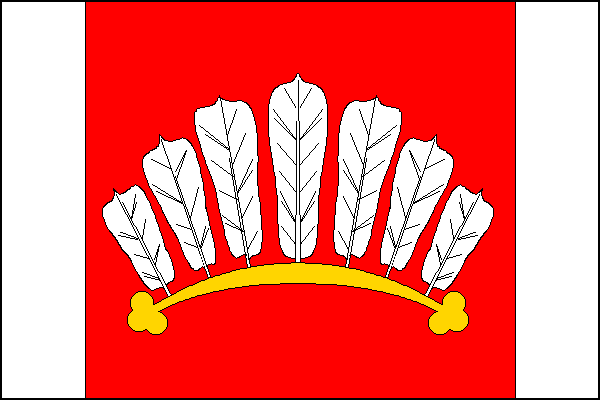
Velké Meziříčí
Žďár nad Sázavou

## Zlín

Brumov-Bylnice
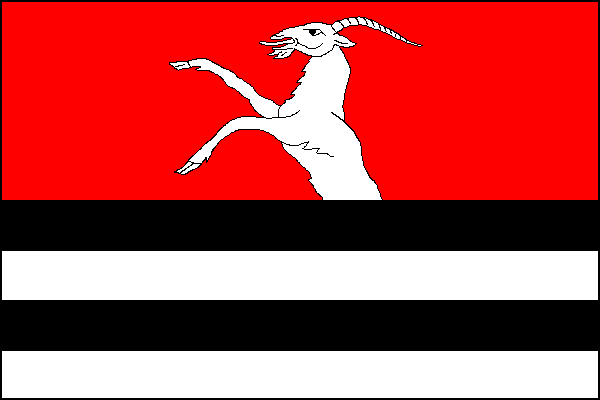
Bystřice pod Hostýnem
Holešov
Hulín
Kroměříž
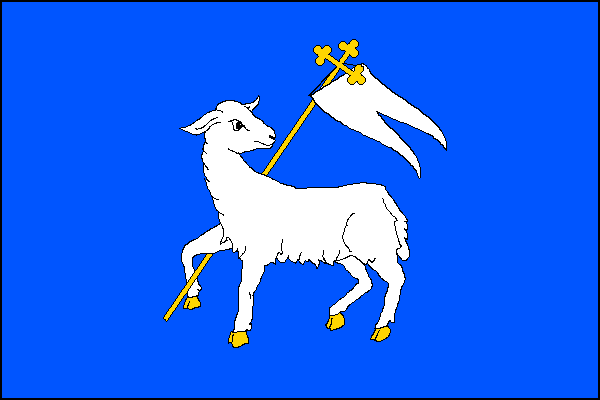
Kunovice
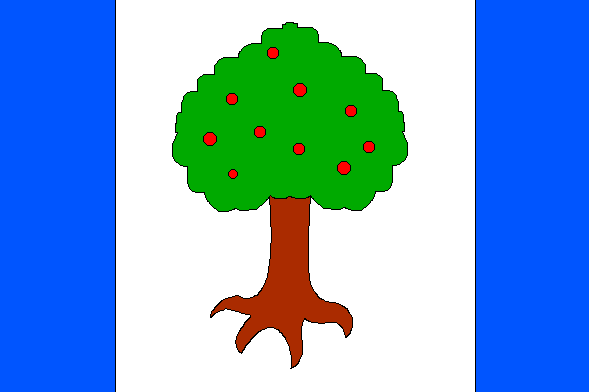
Luhačovice
Napajedla
Otrokovice
Rožnov pod Radhoštěm
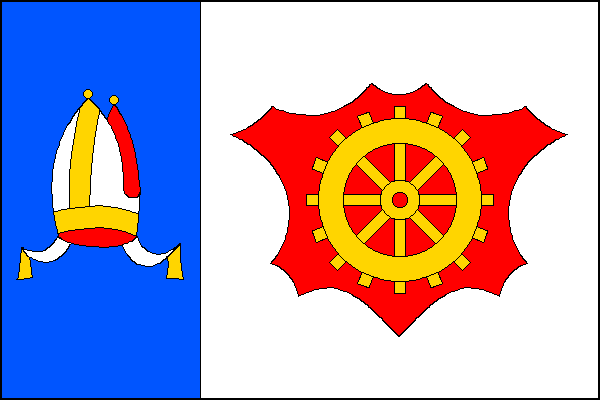
Slavičín
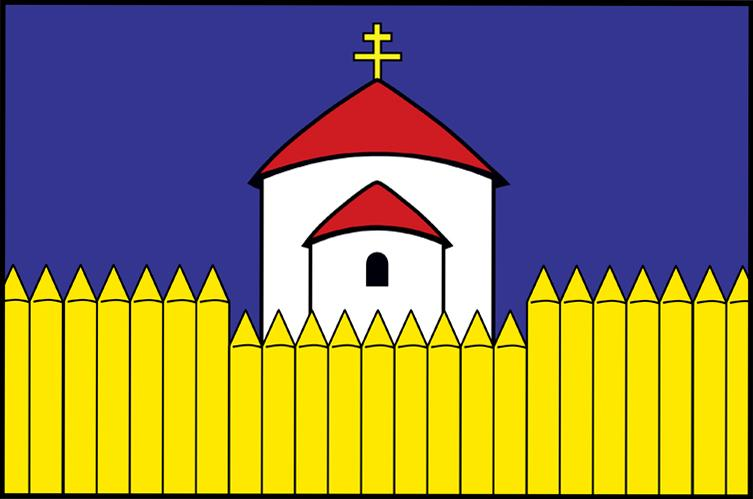
Staré Město
Uherské Hradiště
Uherský Brod
Valašské Meziříčí
Vsetín
Zlín
Zubří

## Zuid-Bohemen

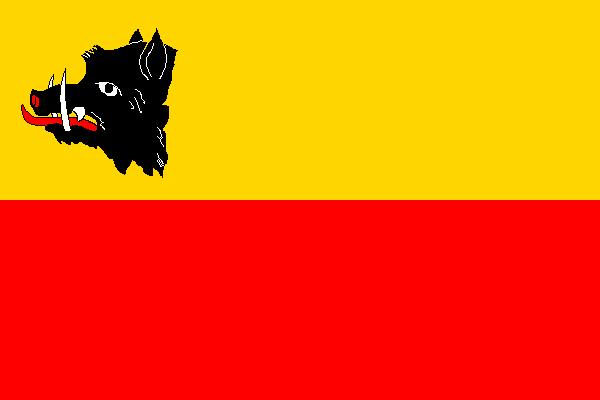
Blatná
České Budějovice
Český Krumlov
Dačice
Hluboká nad Vltavou
Jindřichův Hradec
Kaplice
Milevsko
Písek
Prachatice
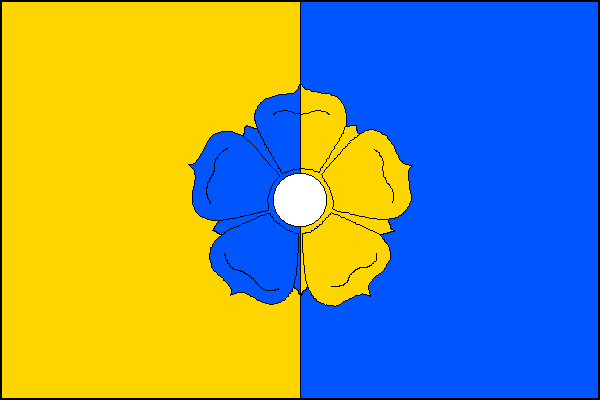
Sezimovo Ústí
Soběslav
Strakonice
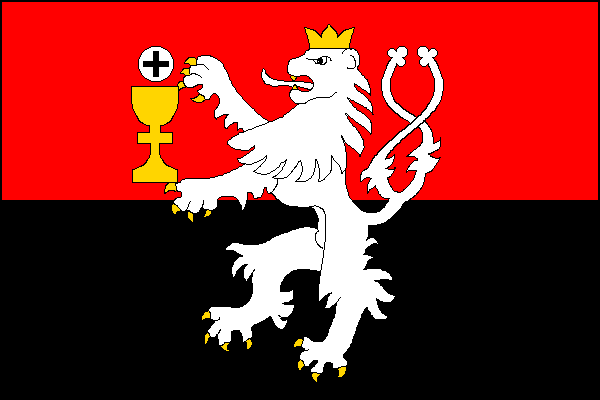
Tábor
Třeboň
Trhové Sviny
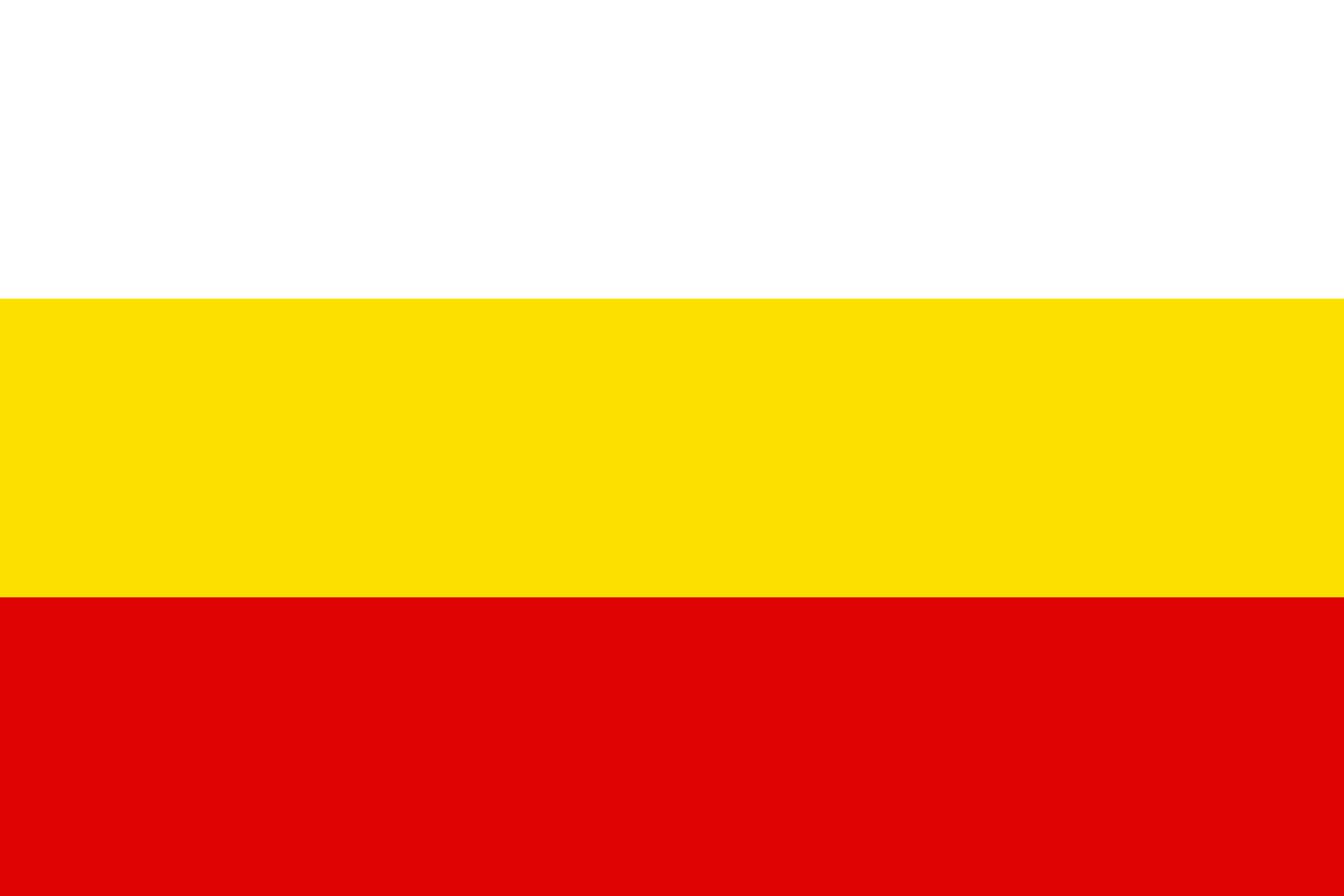
Týn nad Vltavou
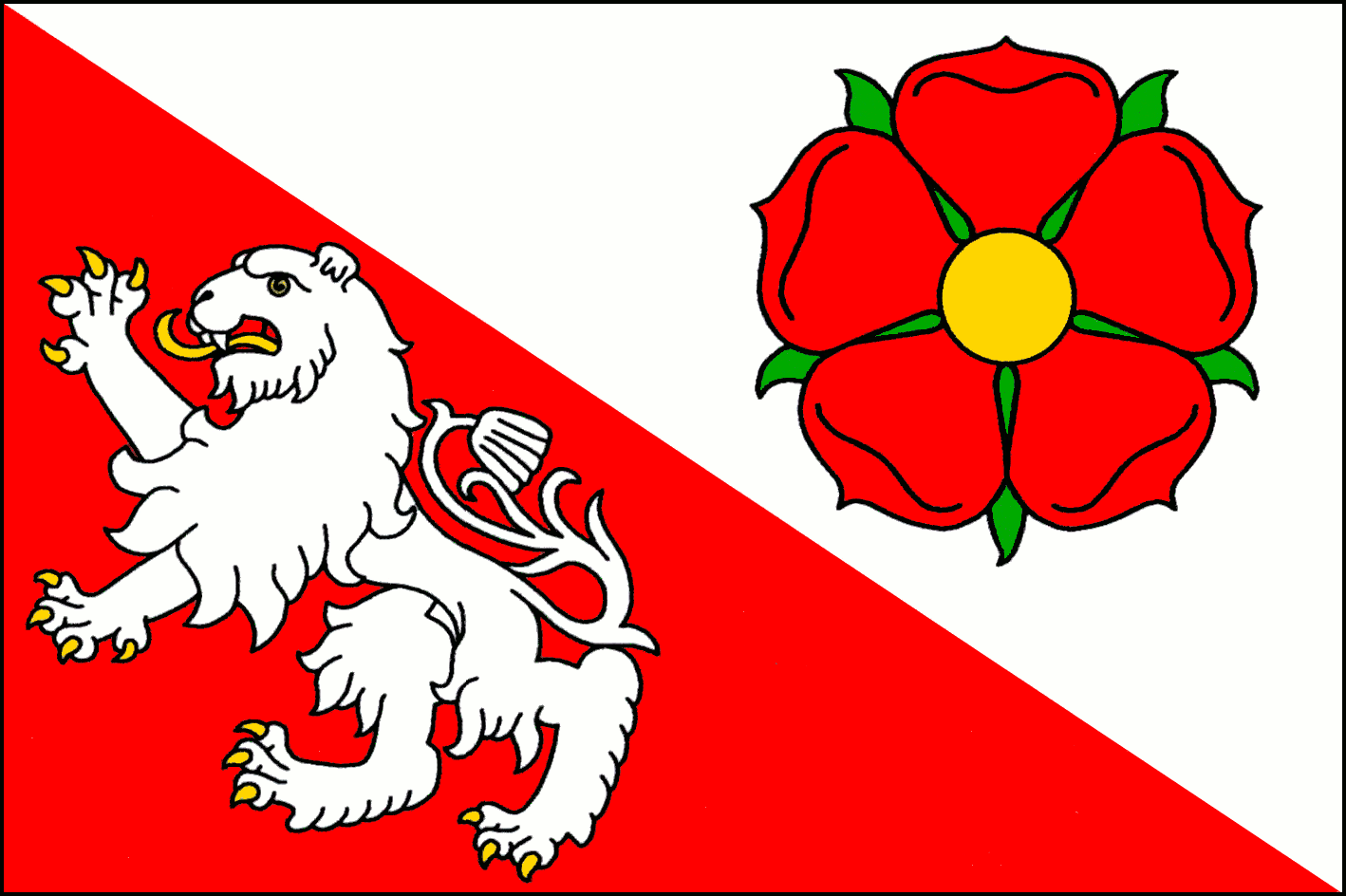
Veselí nad Lužnicí
Vimperk
Vodňany

## Zuid-Moravië

Blansko
Boskovice
Břeclav
Brno
Bučovice
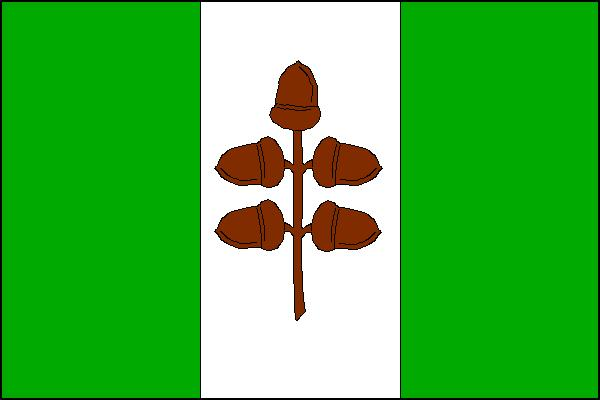
Dubňany
Hodonín
Hustopeče
Ivančice
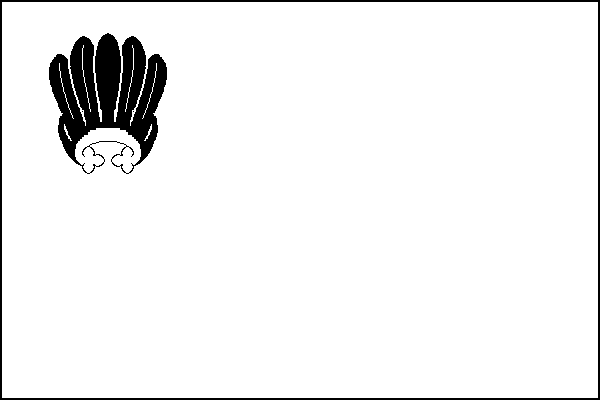
Kuřim
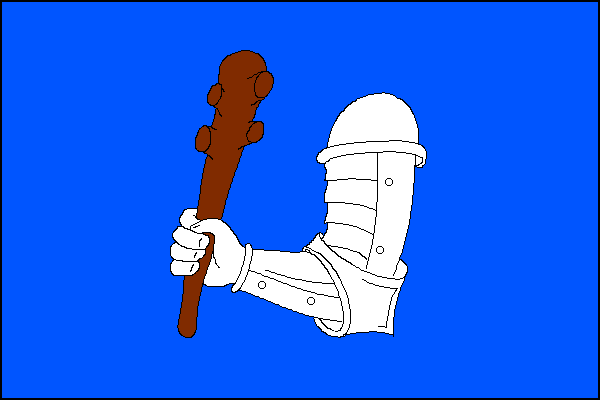
Kyjov
Letovice
Mikulov
Modřice
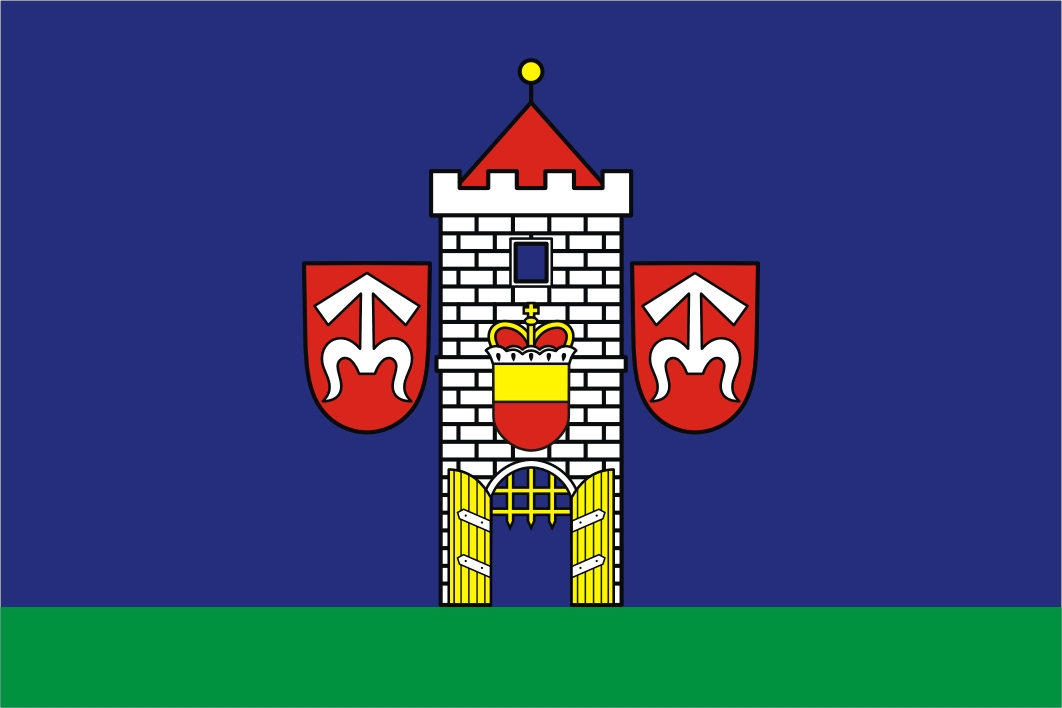
Moravský Krumlov
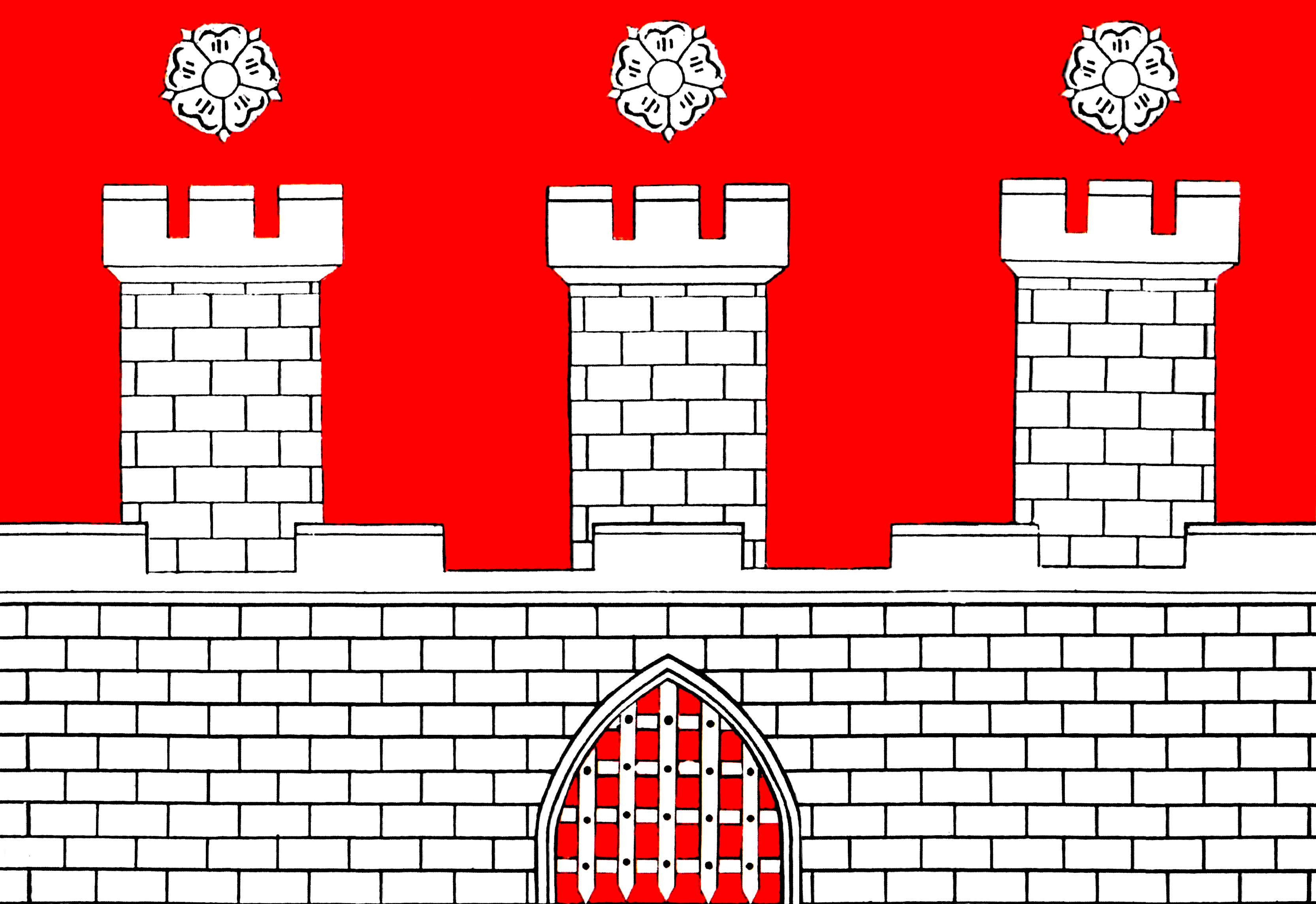
Pohořelice
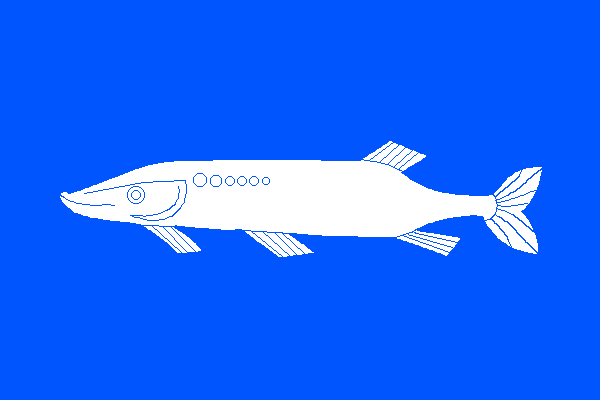
Rosice
Rousínov
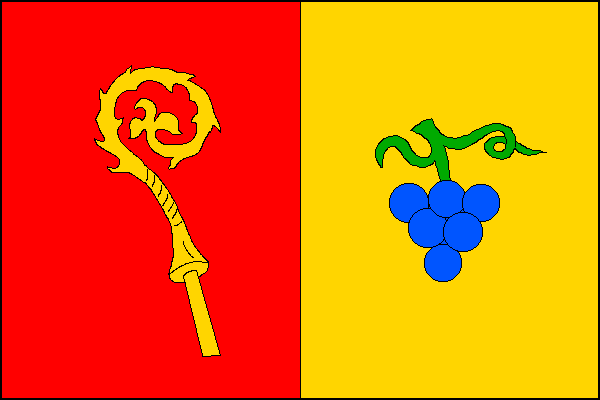
Šlapanice
Slavkov u Brna
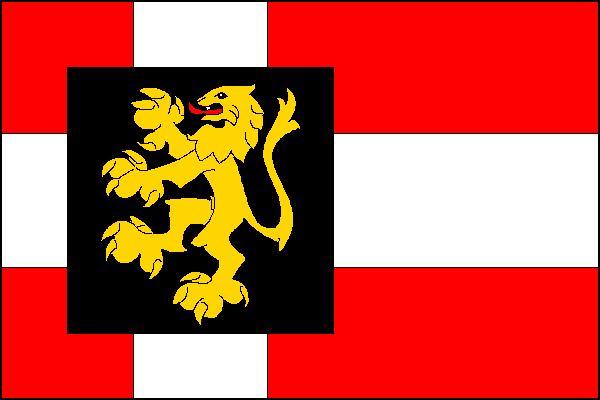
Strážnice
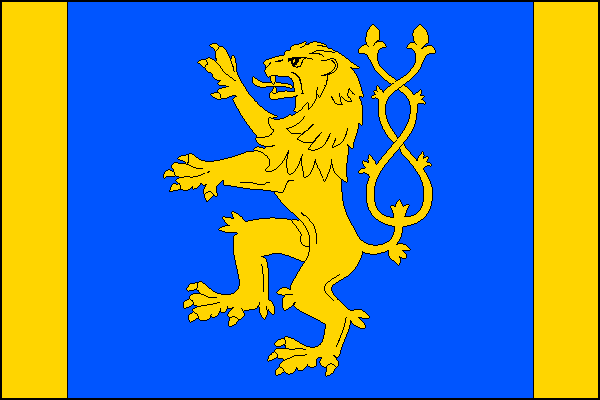
Tišnov
Veselí nad Moravou
Vyškov
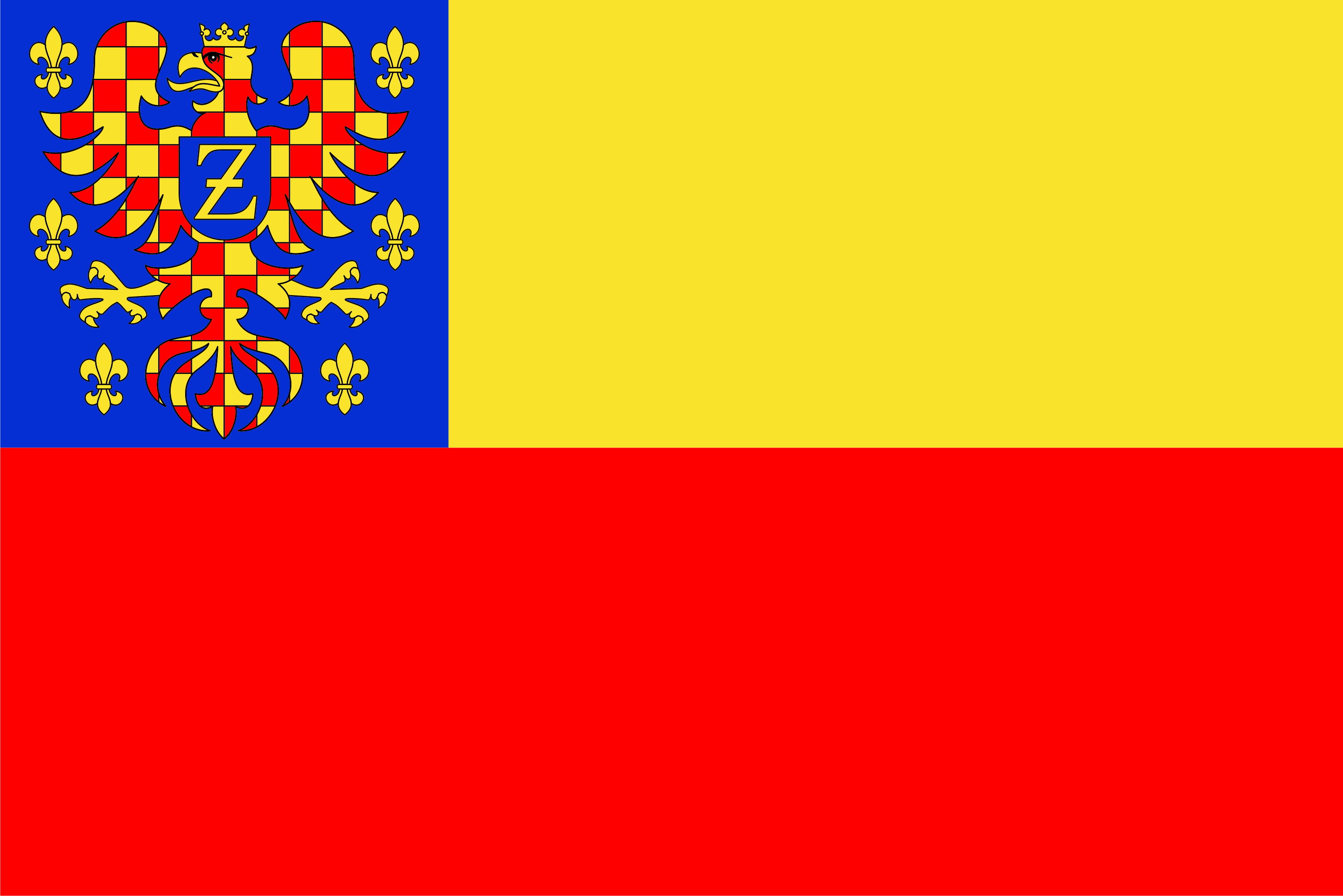
Znojmo

Andorra · Armenië · België · Bosnië en Herzegovina · Brazilië · Bulgarije · Canada · Chili · Colombia · Costa Rica · Denemarken · Duitsland · El Salvador · Estland · Frankrijk · Georgië · Indonesië · Italië · Kroatië · Letland · Liechtenstein · Litouwen · Luxemburg · Malta · Mexico · Montenegro · Nederland · Noord-Macedonië · Noorwegen · Oekraïne · Oostenrijk · Polen · Portugal · Roemenië · Rusland · San Marino · Servië · Slowakije · Spanje · Tsjechië · Venezuela · Verenigd Koninkrijk · Verenigde Staten · Wit-Rusland · Zimbabwe · Zwitserland
Historisch: België · Nederland
Zie ook: Vlaggenlijsten (per land) · Vlaggen van afhankelijke gebieden · Vlaggen van subnationale entiteiten (per land) · Lijst van vlaggen van hoofdsteden